# Église Sainte-Geneviève de Puiseux-en-France
L'église Sainte-Geneviève est une église catholique paroissiale située à Puiseux-en-France, dans le Val-d'Oise, en France. Mentionnée pour la première fois en 1119, elle a été reconstruite plusieurs fois. L'édifice actuel est d'un style gothique rustique, ne permettant pas une datation précise. Son plan est rectangulaire, à trois vaisseaux, et mesure cinq travées de longueur. Les trois premières travées correspondent à la nef et ses bas-côtés, et sont simplement plafonnées de bois. La première travée du bas-côté nord est la base du clocher, et sert de porche. Les deux dernières travées correspondent au sanctuaire et ses deux chapelles latérales, et ont été voûtées d'ogives à la Renaissance. Cependant, on trouve un chapiteau gothique flamboyant à l'entrée du chœur, à droite, et des chapiteaux Renaissance n'existent qu'au début de la nef, au sud, et dans la chapelle latérale nord, dédiée à Sainte-Geneviève. La chapelle latérale sud, dédiée à la Vierge Marie, a été reprise à la période moderne, de même que toutes les fenêtres du côté sud et l'unique baie occidentale. Mais les différences stylistiques ne sautent pas aux yeux, et l'église Sainte-Geneviève apparaît, à l'intérieur, comme un édifice homogène assez harmonieux. L'extérieur est en revanche plutôt fruste. On note seulement le curieux clocher, dont la base est flanquée de deux tourelles coiffées en poivrière, et dont la partie haute, d'un diamètre moins important, est désaxée vers l'ouest par rapport à sa base. Malgré son faible intérêt architectural, l'église Sainte-Geneviève a été inscrite aux monuments historiques par arrêté du 2 janvier 1976, et est aujourd'hui affiliée au groupement paroissial de Louvres. Cependant, elle n'est plus utilisée pour les célébrations régulières, et n'accueille des messes que très sporadiquement. Les messes dominicales anticipées ont lieu deux fois par mois dans la chapelle Sainte-Thérèse, dans la nouvelle agglomération, près de la gare de Louvres.

## Localisation

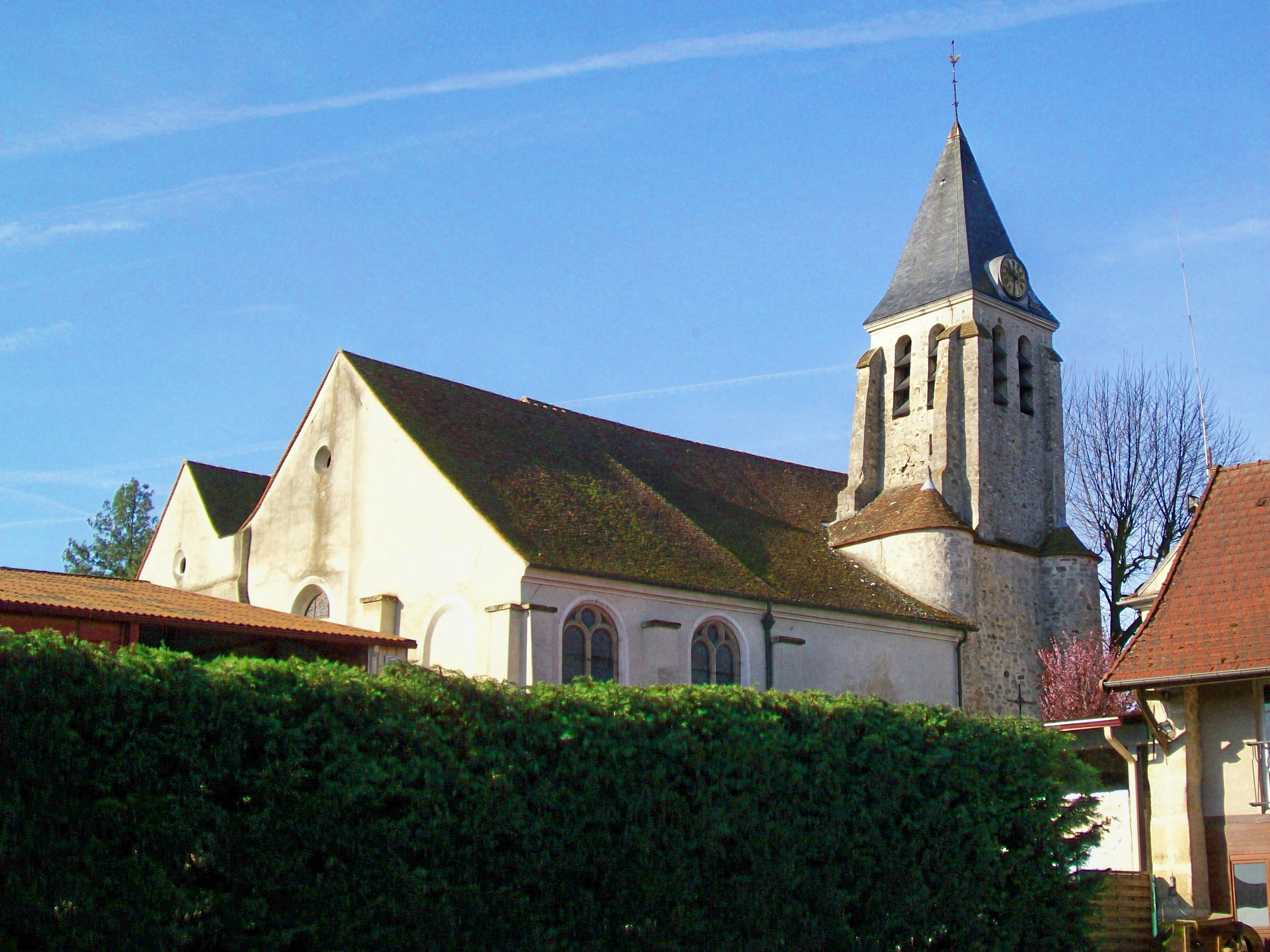
Vue depuis le nord-est.

L'église Sainte-Geneviève est située en France, en région Île-de-France et dans le département du Val-d'Oise, en pays de France, sur la commune de Puiseux-en-France, au vieux village, qui forme une petite agglomération bien distincte éloignée d'un kilomètre et demi des nouveaux quartiers, près de la gare de Louvres. L'église est bâtie en retrait par rapport à la rue principale du village, la rue Lucien Girard Boisseau (RD 9z), au nord d'une petite place, et à gauche de l'ancienne mairie-école, qui servait jadis de presbytère. L'élévation septentrionale de l'église est la seule à donner sur la voie publique, à l'exclusion de la dernière travée. La façade occidentale donne sur la cour derrière l'ancienne mairie-école, devenu jardin privé. L'élévation méridionale est enclavée dans une vaste propriété bourgeoise. Un hangar agricole est mitoyen du chevet. Ainsi, l'église est aux trois quarts soustraite à la vue, et l'on ne peut pas en faire le tour.

## Histoire

### L'histoire de la paroisse

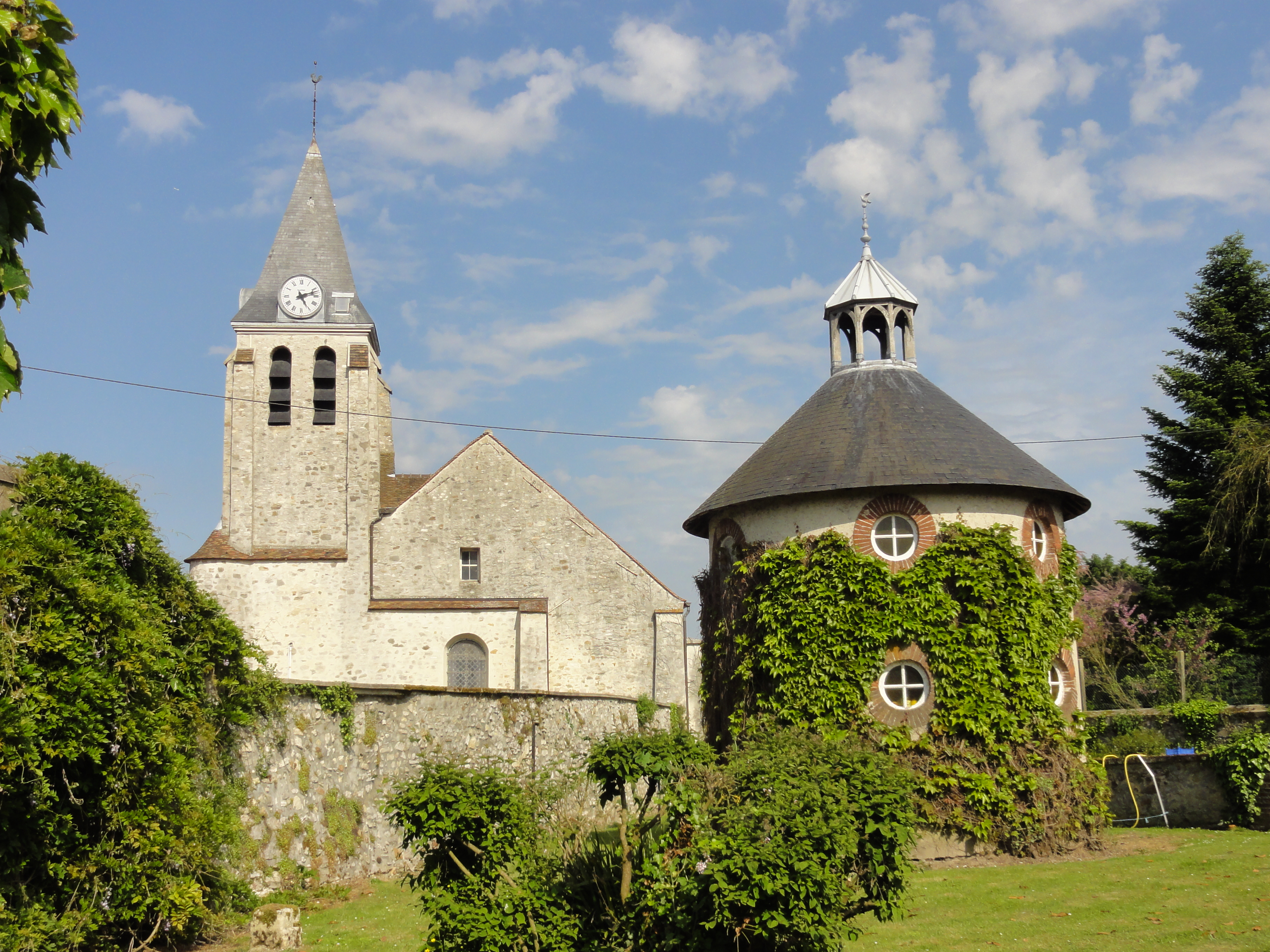
Façade occidentale et colombier.

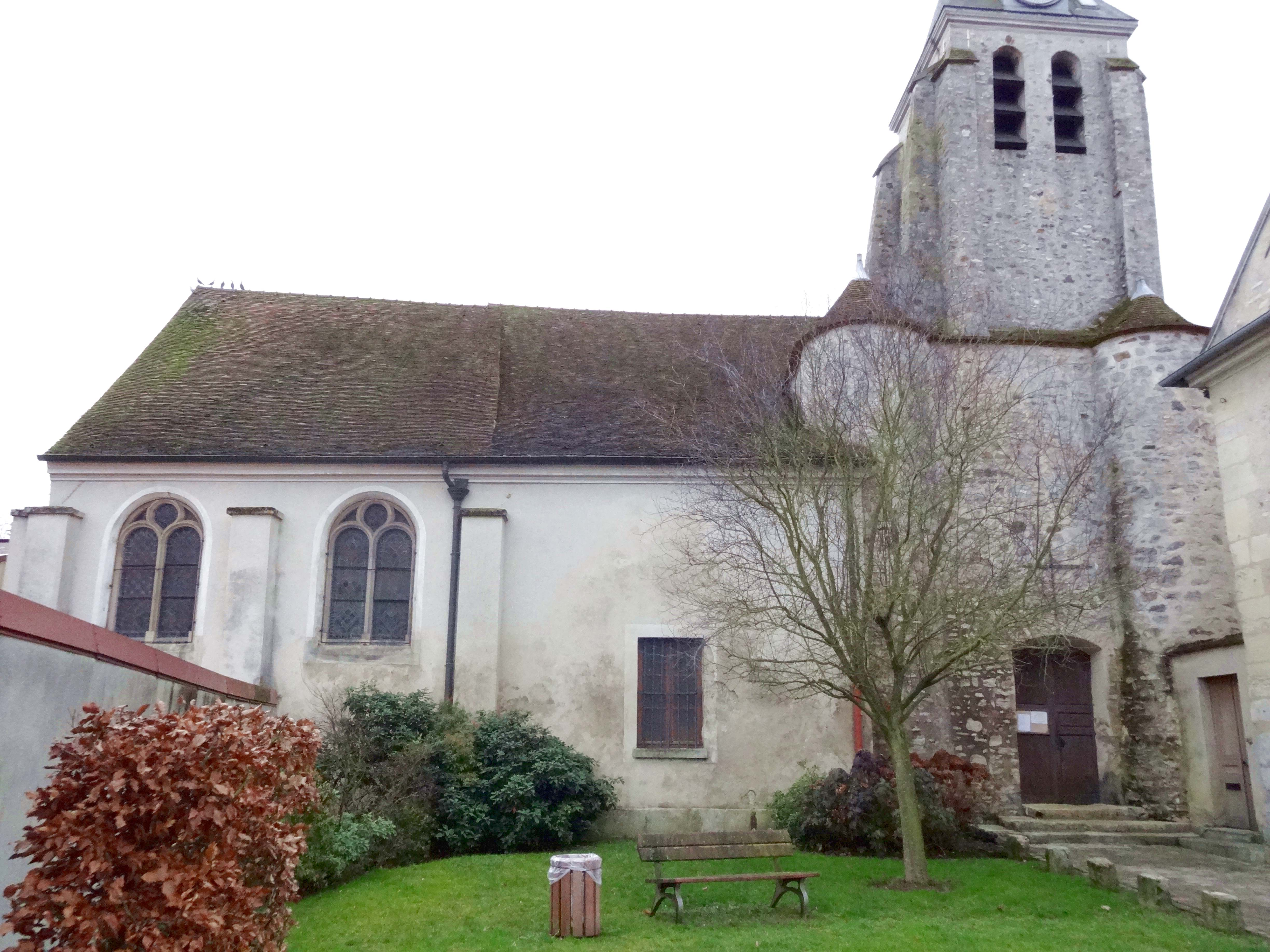
Vue depuis le nord.

L'église de Puiseux est citée pour la première fois en 1119, dans la bulle papale par laquelle Calixte II confirme les biens du prieuré Saint-Martin-des-Champs à Paris, parmi lesquels se trouvent quelques terres et labourages à Puiseux. Par une charte datée de 1361, l'abbé de Saint-Lucien de Beauvais procède à un échange de quelques biens situés à Puiseux avec le prieur de Saint-Martin-des-Champs, et mentionne l'église Saint-Lucien de Puiseux. On ne saura dire s'il s'agit d'une erreur (possible confusion avec l'église Saint-Lucien de Méru) ou si l'église a changé de vocable. Depuis sa dédicace célébrée en 1578 par Mgr Henri le Meignen, évêque de Digne, natif de la commune pas très éloignée d'Oissery, elle est connue comme l'église Sainte-Geneviève. La fête patronale est fixée pour le jour de l'Invention de la Sainte Croix, soit le 3 mai. Sous l'Ancien Régime, la paroisse relève du doyenné de Montmorency, de l'archidiaconé de Paris et de l'archidiocèse de Paris. Le collateur de la cure est l'archevêque de Paris.
Sous la Révolution française, le diocèse de Paris est limité au territoire du département de la Seine, et Puiseux est incorporé dans le nouveau diocèse de Versailles qui regroupe les paroisses du département de Seine-et-Oise. Dans l'entre-deux-guerres, le lotissement du Bois du Coudray sort de terre loin du centre du village, non loin de la gare de Louvres. En 1947, une famille donne à la paroisse un terrain pour bâtir une chapelle provisoire destinée aux habitants du nouveau quartier. C'est une ancienne baraque de prisonniers récupérée du camp de Drancy. Elle périt dans un incendie en 1964, le jour de la Première communion. Au début de l'année suivante, sous l'impulsion de l'abbé Jean Le Leurch, curé de Louvres et Puiseux, quelques paroissiens fondent une association pour la reconstruction de la Chapelle. Grâce aux indemnités d'assurance et aux dons de six mille fidèles, qui apportent les 70 % des frais de construction, une nouvelle chapelle, bâtie en dur, peut être consacrée en septembre 1966. C'est la chapelle Sainte-Thérèse du Bois du Coudray. En la même année, la réforme territoriale en Île-de-France motive l'érection du nouveau diocèse de Pontoise qui correspond au département du Val-d'Oise. Les nouveaux quartiers ne cessent de s'agrandir, et une nouvelle mairie est inaugurée en 1973. L'église Sainte-Geneviève est reléguée au second rang. Comme déjà en 1966, Puiseux-en-France est aujourd'hui affilié au groupement paroissial de Louvres. Des messes dominicales anticipées ont lieu deux fois par mois dans la chapelle Sainte-Thérèse, en alternance avec l'église Saint-Étienne de Marly-la-Ville, et l'église Sainte-Geneviève n'est plus utilisée pour les célébrations régulières. Elle n'accueille des messes que très sporadiquement, et sert surtout aux célébrations des mariages et obsèques.

### Les campagnes de construction de l'église

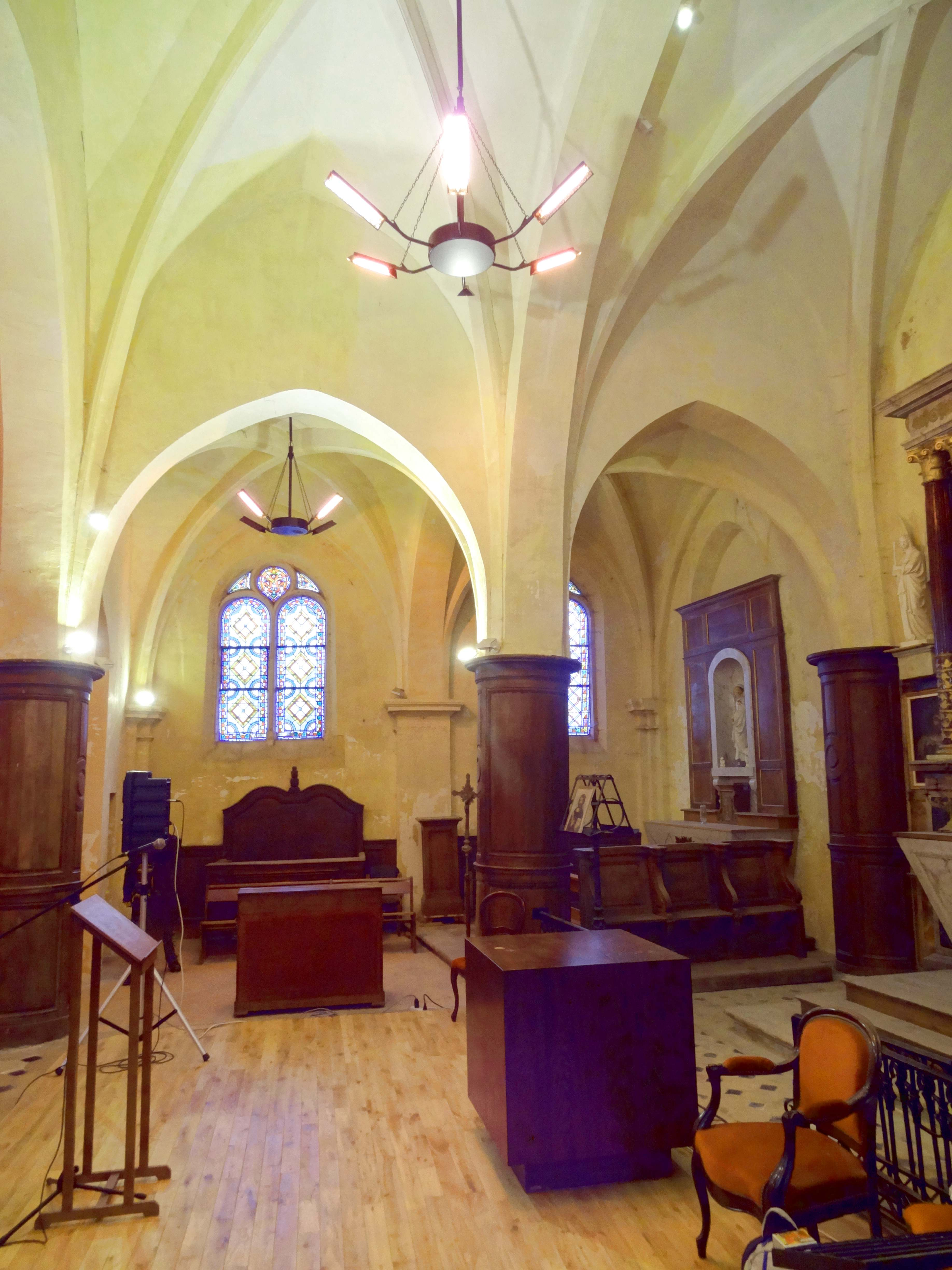
Chœur, vue vers le nord.

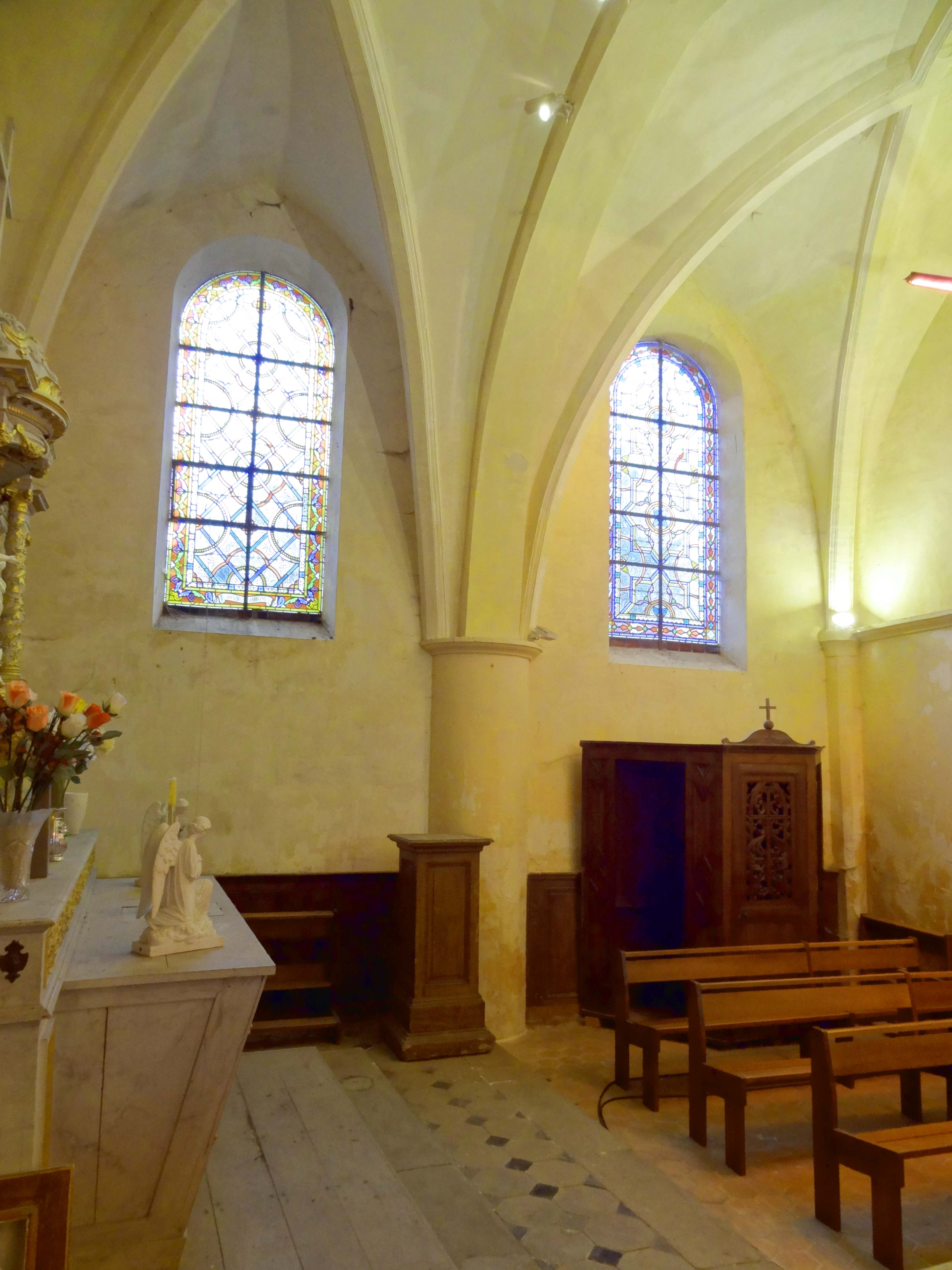
Chapelle de la Vierge, vue vers le sud.

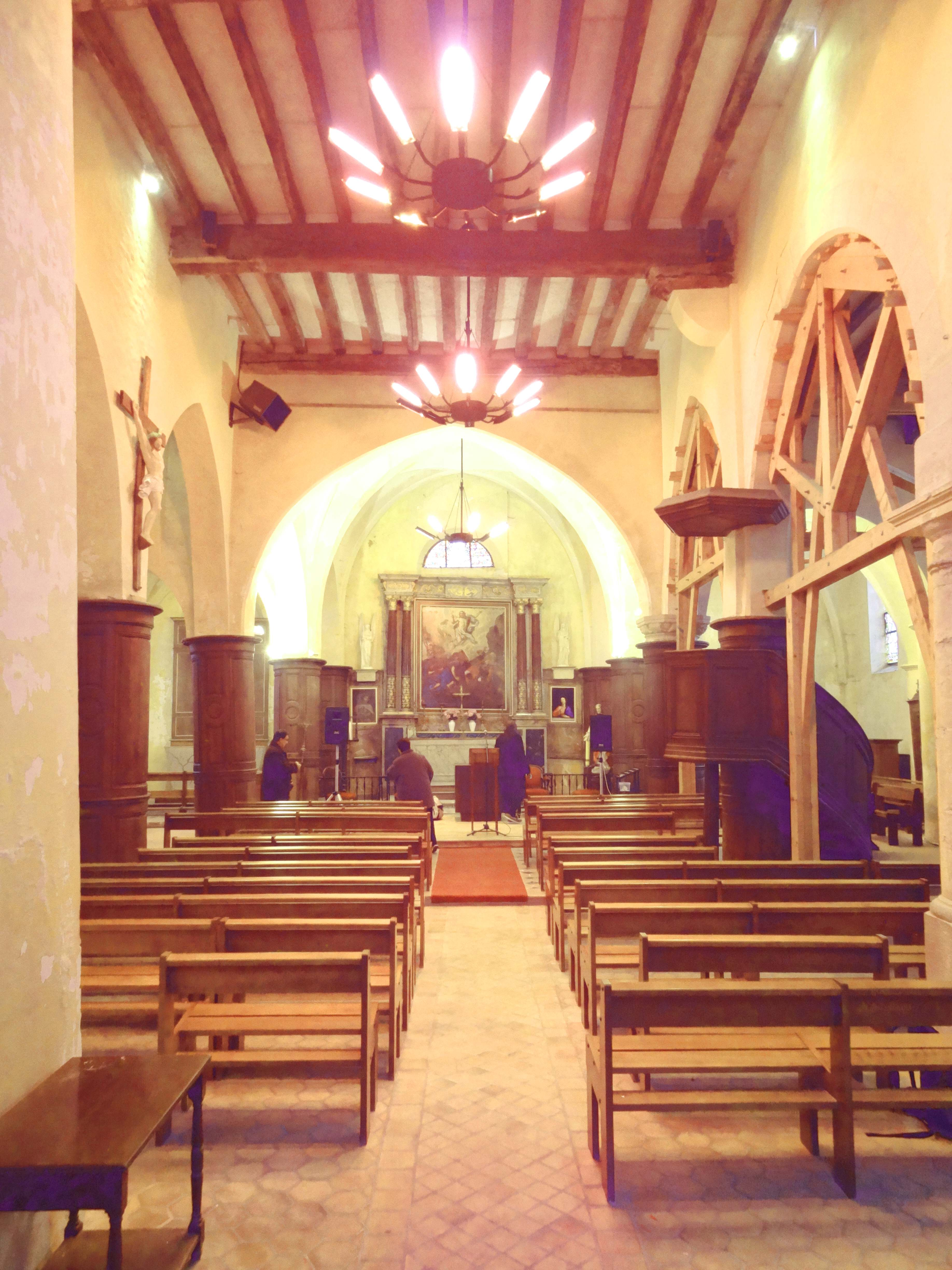
Nef, vue vers l'est.

L'église Sainte-Geneviève est un édifice d'apparence presque homogène, d'une architecture rustique sans grand caractère, avec des influences gothiques nettes. Seuls quelques détails des supports donnent lieu à des interrogations sur la succession des campagnes de construction, mais leur petit nombre permet aussi l'hypothèse qu'il s'agisse seulement des résultats de réparations à de différentes époques. Il y a aussi des remaniements incontestables, concernant principalement la création de la sacristie et les fenêtres. Charles Huet caractérise la situation ainsi : « Peu de répères permettent de l'attribuer avec certitude à telle ou telle époque. En effet, l'habillage de bois des piliers, qui porte la marque du XVIIIe siècle, ainsi que le badigeon des murs à l'intérieur et le crépi de ciment à l'extérieur, ne favorisent pas la lecture de son bâti, ni celle de son histoire ».
Charles Huet date le chœur et ses chapelles latérales du troisième quart du XVIe siècle en raison du profil carré des ogives, ce qui est tout à fait judicieux, mais ne suffit pas pour affirmer qu'il porte les marques de la Renaissance française. En effet, les arcs-doubleaux sont en tiers-point, et reflètent un style gothique rustique. Ils ne sont pas réellement datables, mais ne devraient pas être postérieurs au début de la Renaissance, quand des éléments gothiques persistent souvent dans les églises Renaissance du voisinage. Le chapiteau au sud de l'arc triomphal, identifié comme gothique flamboyant par Charles Huet, ne doit pas nécessairement dater du XIVe siècle, dont il ne porte pas le style. Plus probable paraît une date postérieure à la guerre de Cent Ans, à la fin du XVe ou à la première moitié du XVIe siècle, époque de laquelle datent la plupart des édifices flamboyants du nord de l'Île-de-France. De là, il n'y a plus qu'un pas à conclure que le chantier du chœur traîna en longueur, et commença à la fin de la période flamboyante, vers 1530, pour s'achever au début de la Renaissance, vers 1550. La chapelle latérale nord, dédiée à sainte Geneviève, a dû être construite en même temps que les voûtes, car ses trois chapiteaux doriques engagés comportent dans leur profil la même doucine qui adoucit les angles des ogives. C'est certainement à la suite de l'achèvement de cette chapelle que Mgr le Meignen est venu bénir l'église en 1578. La chapelle latérale sud, dédiée à la Vierge Marie, peut remonter à la période flamboyante, dont pourraient dater les deux culots assez frustes qui reçoivent les ogives dans les angles. Mais une reprise en sous-œuvre du pilier engagé du côté sud et de l'arcade en plein cintre vers le bas-côté de la nef a dû intervenir à l'époque moderne, entre le XVIIe siècle et le XIXe siècle, car on y voit des piliers cylindriques engagés munis de tailloirs d'un profil très épuré. Concernant le reste du gros-œuvre du chœur, il reste en suspens s'il s'agisse d'une construction de toutes pièces à la période indiquée, ou seulement d'une reprise en sous-œuvre d'un pilier et de la construction des voûtes,.
Pour venir à la nef, il est à constater tout d'abord que ses grandes arcades sont analogues aux arcs-doubleaux du chœur, et quelle que soit leur date précise, les deux parties sont susceptibles d'être contemporaines. En jugeant d'après le tailloir carré au début des grandes arcades du sud, Charles Huet conclut à la première moitié du XVIe siècle. Or, les quarts-de-rond de son profil indiquent la Renaissance, et le tailloir entre dans la composition d'un chapiteau dorique, dont l'astragale a disparu. Abstraction faite du plan circulaire de la corbeille, le chapiteau du pilier cylindrique libre qui suit à l'est affecte exactement le même profil que les chapiteaux engagés de la chapelle Sainte-Geneviève, ce qui a échappé à Charles Huet. De toute évidence, la nef a donc fait l'objet de travaux au moment de la construction de la chapelle. Un départ d'arc-doubleau au sud du pilier signalé prouve même que le voûtement d'ogives du bas-côté sud était prévu. Mais puisqu'il n'y a pas d'autre chapiteau dans la nef et ses bas-côtés, et puisque les deux seuls chapiteaux sont différents, on doit se borner au même constat qu'à propos du chœur, qu'il soit impossible de déterminer si ces parties furent construites de toutes pièces vers le milieu du XVIe siècle, ou seulement réparées. Charles Huet ne justifie pas pourquoi il date les bas-côtés du XVIIIe siècle, datation du reste contredite par celle du plan chronologique joint à son article, tout en admettant que le mur occidental de la nef soit indatable. On peut seulement retenir que l'ensemble des fenêtres du versant sud ont été refaites, sans aucun style, à l'époque moderne, et qu'une partie du bas-côté nord en a été soustraite pour obtenir une sacristie. Le clocher ne s'intègre pas très bien dans la nef, et devrait être antérieur ou postérieur. Tout en admettant les problèmes de datation, Charles Huet indique comme date limite de sa construction le XVIIe siècle. Sa physionomie, avec une nette distinction entre base et étage de beffroi, et même un désaxement, suggère deux étapes de construction à de différentes époques.
Vers le milieu du XVIIIe siècle, l'abbé Lebeuf écrit : « L'Eglise, quoiqu'ancienne, paroît un bâtiment assez moderne par le moyen des fréquentes réparations qu'on y a faites ». Sans doute a-t-il pris note de la réfection des piliers engagés de la chapelle de la Vierge, et de l'installation récente des boiseries et des trois retables actuels. D'après Audino et Garcia, la nef unique [sic] date de 1760. On qualifie de nef unique une nef dépourvue de bas-côtés, ce qui n'est pas le cas à Puiseux. L'année 1760 est celle du décès de l'abbé Lebeuf. S'agit-t-il du reflet d'une lecture trop hâtive de son chapitre consacré à Puiseux ? Charles Huet ne mentionne pas cette date. Toujours selon Audino et Garcia, d'importants travaux de réfection ont lieu en 1817. Ici, il devrait s'agir, entre autres, de la création de la sacristie sur l'emprise du bas-côté nord. — Bien que qualifié d'« église sans importance et sans caractère » par le baron Ferdinand de Guilhermy, elle est inscrite monument historique par arrêté du 2 janvier 1976. Elle se présente aujourd'hui dans un bon état de conservation. La deuxième et la troisième grande arcade du sud et une partie du bas-côté sud ont néanmoins dû être étayées.

## Description

### Aperçu général

Plan de l'église.

Régulièrement orientée, l'église répond à un plan rectangulaire à trois vaisseaux, de cinq travées de longueur. Elle se compose d'une nef de trois travées accompagnée de deux bas-côtés, et d'un chœur de deux travées accompagnée de deux chapelles latérales. Les trois vaisseaux se terminent par un chevet plat. La base du clocher occupe l'emplacement de la première travée du bas-côté nord. Son rez-de-chaussée sert de porche. Il donne également accès à la cage d'escalier du clocher, du côté est. Une sacristie, accessible depuis la chapelle latérale nord, a été soustraite au bas-côté nord. Celui-ci se trouve ainsi réduit à un étroit couloir sans fenêtres. L'ensemble de l'église est à un seul niveau d'élévation. Cependant, les deux chapelles latérales du chœur sont moins élevées que les autres travées. La nef, la base du clocher et les bas-côtés sont munis de plafonds plats à poutres apparentes. Le chœur et les chapelles latérales sont voûtés d'ogives. La nef et les bas-côtés sont munies d'une large toiture commune à deux rampants, avec un pignon apparent à l'ouest. Le chœur et sa chapelle latérale nord se partagent une toiture commune moins large, avec un pignon apparent au chevet. Ce pignon jouxte son voisin de la chapelle latérale sud, qui possède un toit en bâtière indépendant parallèle à la toiture du chœur et de la chapelle latérale nord. Les couvertures de ces trois toitures sont réalisées en tuiles plates du pays. Le clocher est coiffé d'une pyramide de charpente recouverte d'ardoise.

### Intérieur

#### Nef et bas-côtés

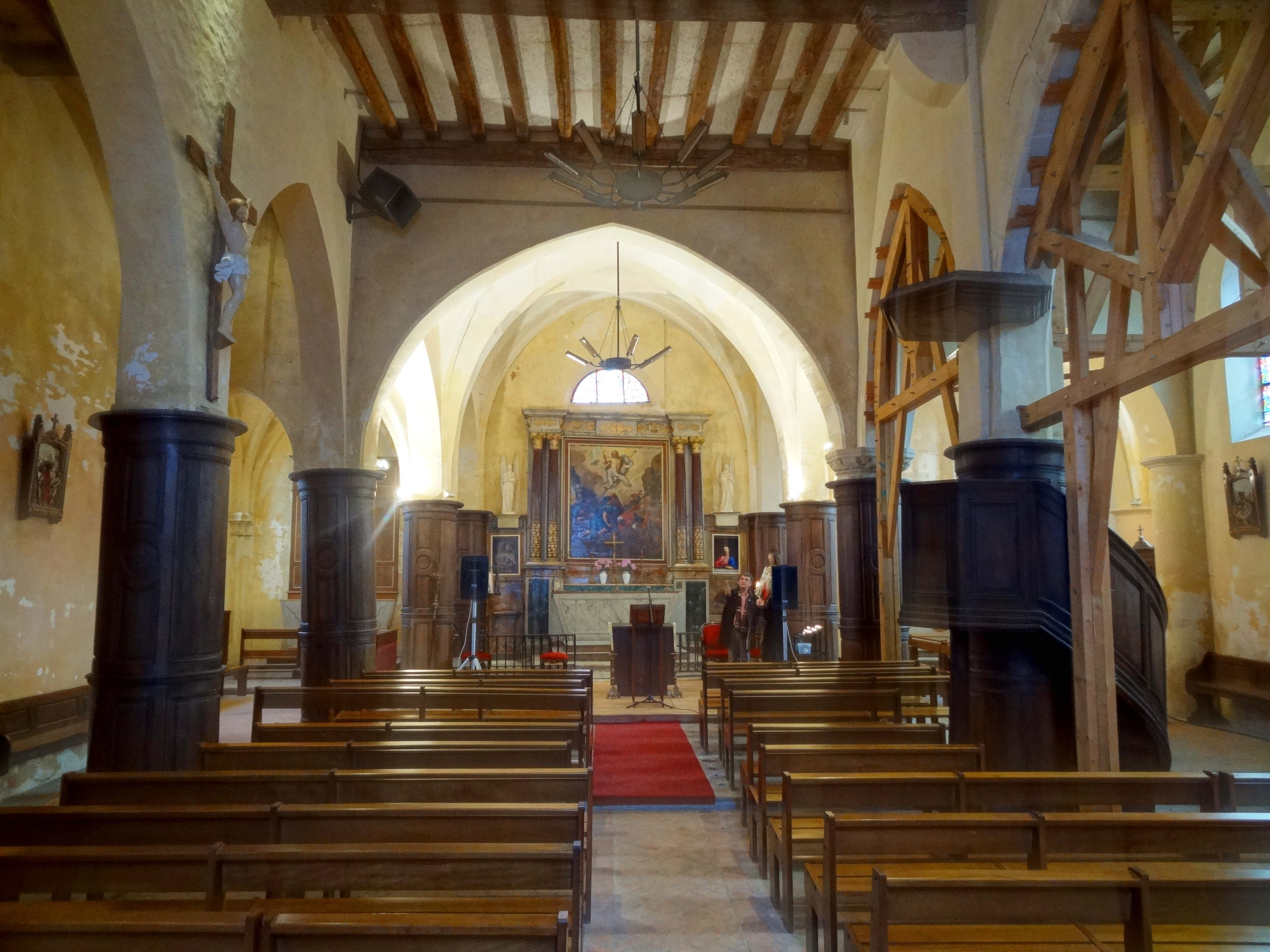
Nef, vue vers l'est.

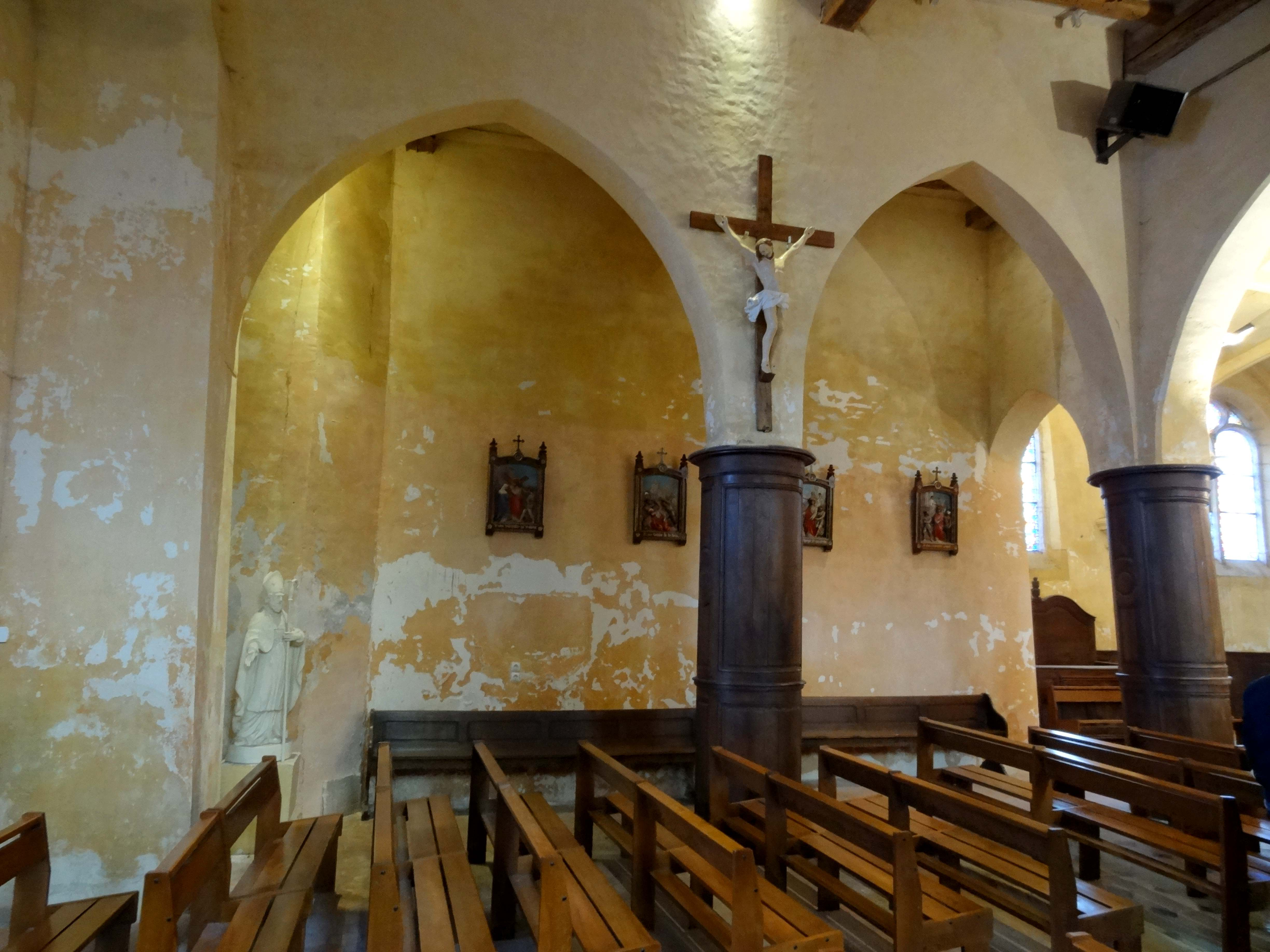
Grandes arcades du nord.

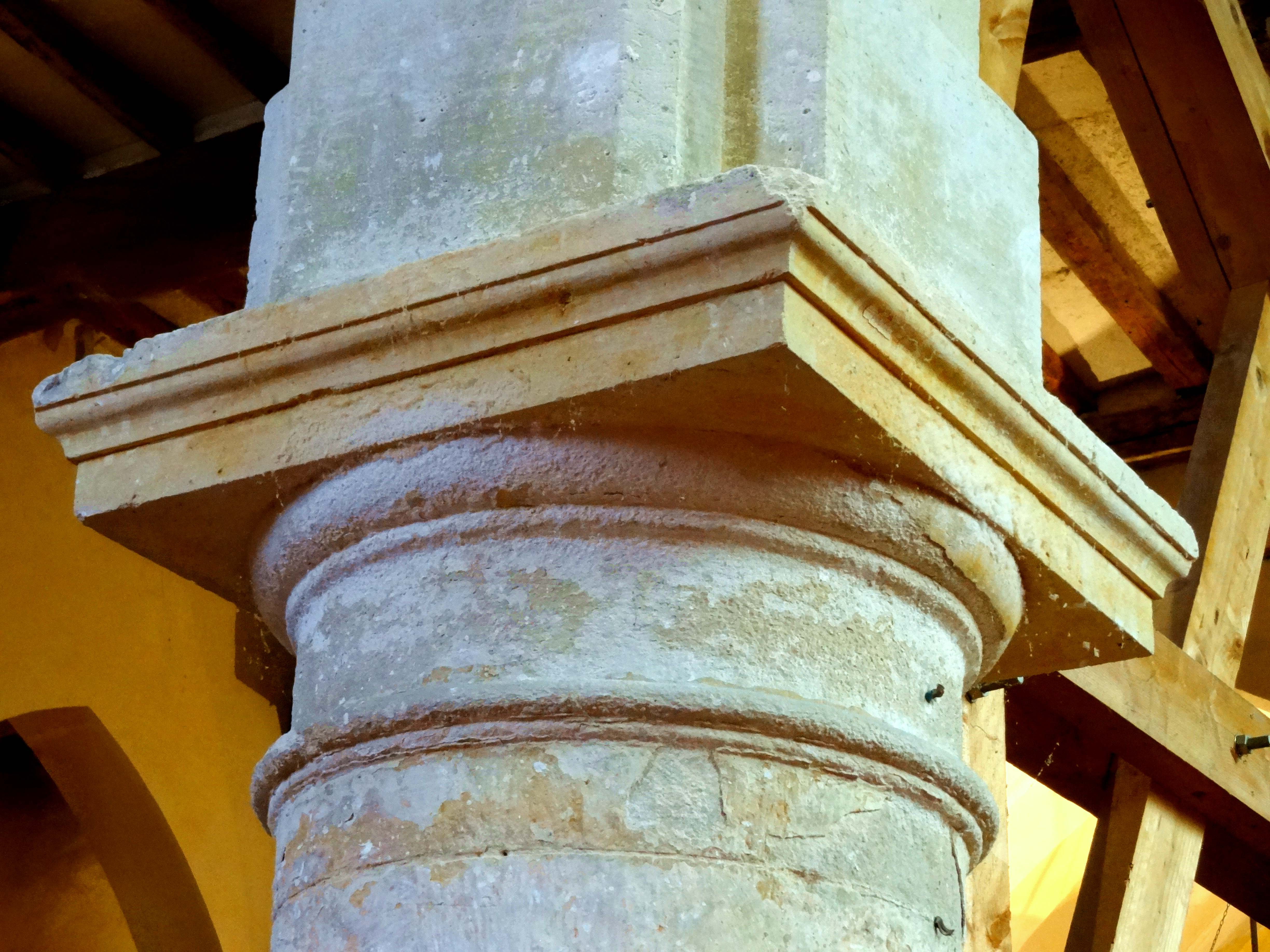
Chapiteau dorique du premier pilier libre du sud.

L'on entre dans l'église par une porte en anse de panier à double vantail, dans la base du clocher. C'est un petit local rectangulaire sans jours sur l'extérieur. La lumière entre seulement par le tympan ajouré de la deuxième porte, également à double vantail, qui ouvre sur la nef. Le plafond plat est à poutres apparentes. À l'ouest, trois pierres tombales ont été redressées contre le mur. Elles étaient jadis scellées dans le sol de l'église. À l'est, une petite porte donne accès à la cage d'escalier situé dans la tourelle cylindrique qui flanque l'angle nord-est du clocher. L'autre tourelle cylindrique qui lui fait face, à l'angle nord-ouest, est pleine ; c'est en somme une sorte de contrefort. La nef est d'allure modeste. Un peu plus élevée que large, elle est recouverte d'un plafond de bois à poutres apparentes, comme à Bréançon (abside), Brignancourt, Condécourt et Le Heaulme, dans le Vexin français. Deux des poutres maîtresses reposent sur des corbeaux d'un côté. Le sol est pavé de belles tomettes en terre cuite. Le mur occidental est ajouré d'une baie en plein cintre sans caractère désaxée vers le sud. Elle pourrait dater du XVIIIe siècle. C'est l'unique fenêtre de la nef. À son aplomb, l'on voit l'ébrasement d'une petite porte rectangulaire aujourd'hui murée. Trois plaques de fondation sont accrochées au mur. Du côté opposé, à l'est, l'arc triomphal ouvrant sur le sanctuaire est contemporain de celui-ci, et sera évoqué dans le chapitre suivant.
Au nord, la première travée comporte la porte d'entrée. À l'intersection avec la travée suivante, un contrefort du clocher fait saillie dans la nef. L'autre contrefort de l'angle sud-est du clocher marque le début des grandes arcades du nord, qui sont seulement au nombre de deux. Elles atteignent les 80 % de la hauteur des murs latéraux, et sont en arc brisé. Elles ne sont pas moulurées, et à arêtes vives. La retombée s'effectue sur des piliers carrés, qui sont revêtues de boiseries de panneaux à fenestrages de sorte à suggérer des piliers cylindriques. La minceur des murs s'oppose en principe à l'hypothèse que la nef ait été voûtée dans le passé. Derrière les deux arcades du nord, le bas-côté nord est réduit à un étroit couloir, dans lequel la cage d'escalier fait saillie dans l'angle nord-ouest. L'intercommunication avec la chapelle Sainte-Geneviève est assurée par une étroite arcade en tiers-point, qui pourrait dater de 1817, si cette date est bien celle de l'aménagement de la sacristie.
L'élévation méridionale est formée par trois grandes arcades analogues à celles du nord. Cependant, au droit du mur occidental, la première grande arcade retombe sur un tailloir mouluré, et le premier pilier libre est une colonne dorique. Au-dessus, les piliers sont plus épais que les murs, et se retraitent par des ressauts, ce qui témoigne d'un projet de reconstruction ou de voûtement resté finalement lettre morte. Le tailloir au revers de la façade ne semble se rattacher à aucune des campagnes de construction identifiables, et est certainement issu d'une réparation isolée, entre le dernier quart du XVIe et le XVIIIe siècle. Il accuse une étroite plate-bande, un petit quart-de-rond, un listel, une large plate-bande, un grand quart-de-rond, et un autre listel. Un peu bas, l'on observe l'arrachement de l'astragale. La colonne dorique a un mince tailloir carré profilé d'une doucine entre deux plates-bandes, et son chapiteau affiche, du haut vers le bas, un quart-de-rond, un listel, une frise aniconique, une baguette et un listel. Les chapiteaux de pilastre de la chapelle latérale nord adoptent exactement le même profil. Par conséquent, la colonne de la nef doit être contemporaine du chœur, et antérieure à la consécration en 1578. La base se limite à un gros tore, sans griffes d'angle. Elle repose sur un socle octogonal. Des colonnes doriques assez semblables se rencontrent aussi à Blaincourt-lès-Précy, sur les grandes arcades du sud de Fosses, dans la chapelle latérale sud de Villers-sous-Saint-Leu, toujours au troisième quart XVIe siècle, ou avec des tailloirs polygonaux, dans le chœur de Haravilliers. Les profils ne sont jamais exactement les mêmes, ce qui souligne que l'analogie entre la colonne de la nef et les pilastres de la chapelle Sainte-Geneviève ne saura être fortuite. Quant au bas-côté sud, il n'appelle guère de remarques. Ses murs sont parfaitement lisses. Le mur occidental est aveugle. Comme seule particularité, le mur méridional est percé de deux fenêtres en plein cintre au niveau de la première travée, et puis d'une fenêtre en plein cintre plus grande par travée. Le raccordement avec la chapelle de la Vierge s'effectue par une arcade en plein cintre. Puisque toutes les autres arcades de l'église sont en arc brisé, elle est susceptible de résulter d'un remaniement à l'époque moderne, sans doute avant le passage de l'abbé Lebeuf au cours des années 1740. Elle retombe au sud sur un pilier cylindrique engagé, dont le mince tailloir accuse seulement un filet et une doucine.

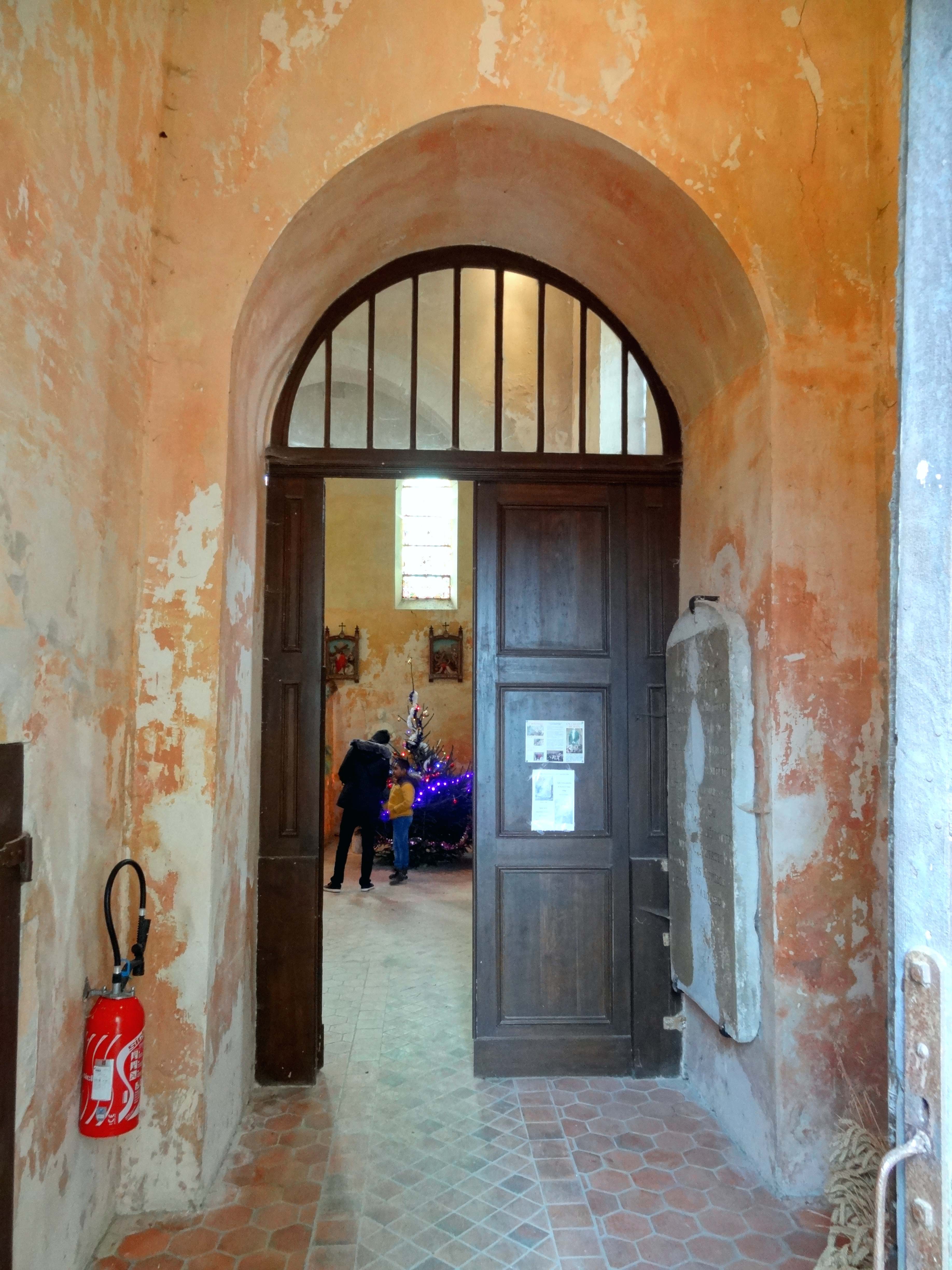
Base du clocher, vue sur la porte d'entrée.
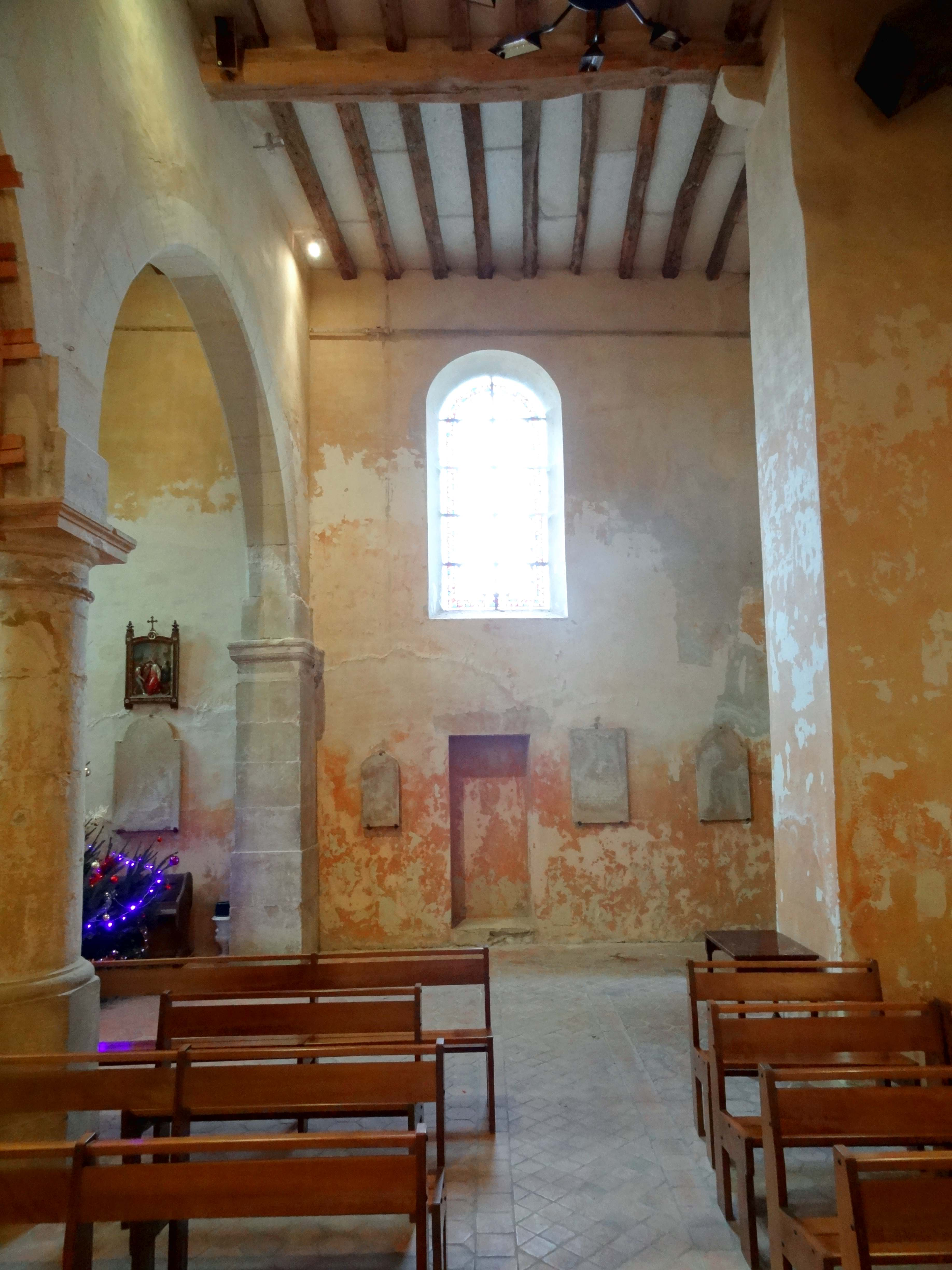
Nef, vue vers l'ouest.
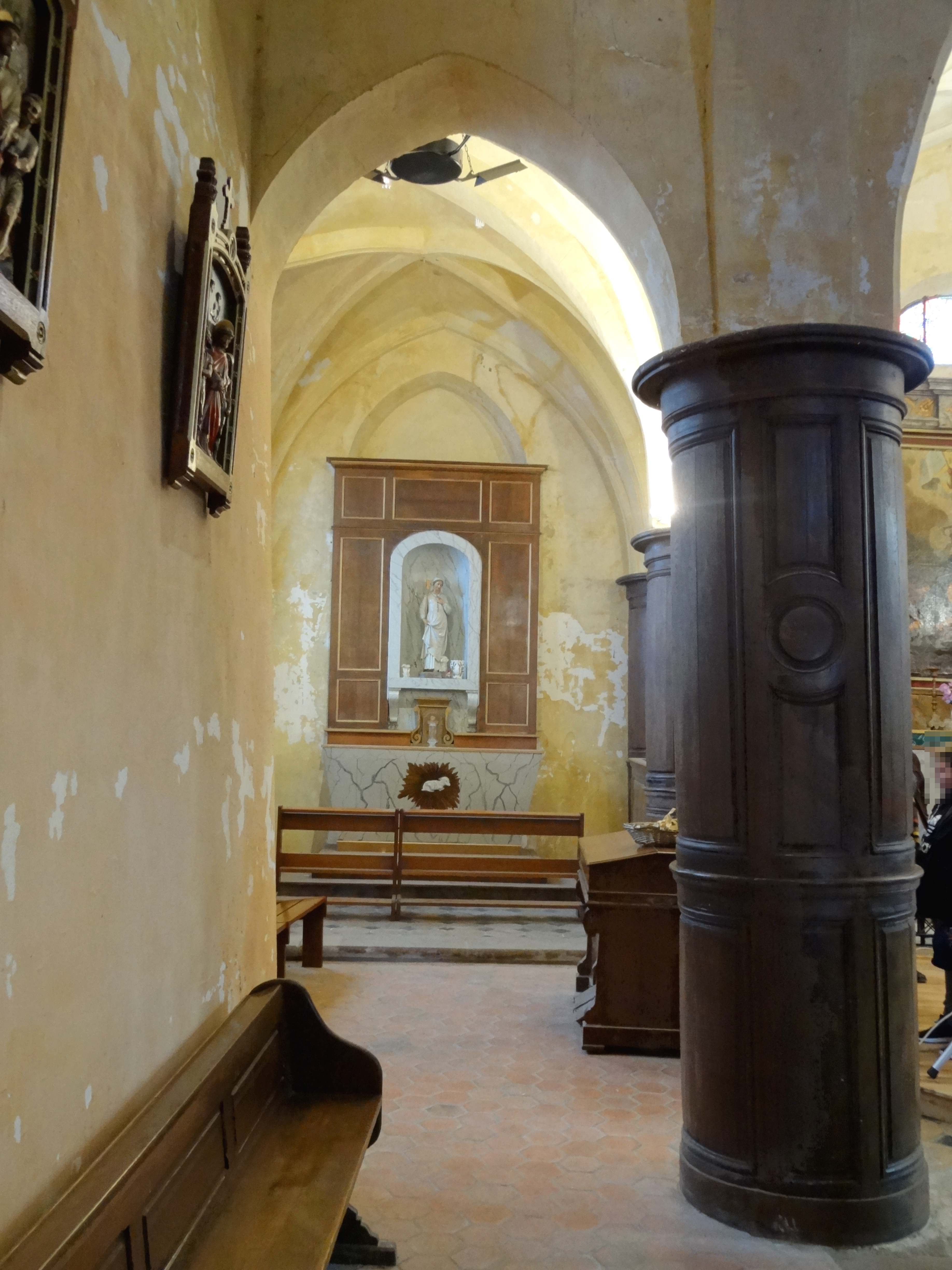
Bas-côté nord, vue vers l'est.
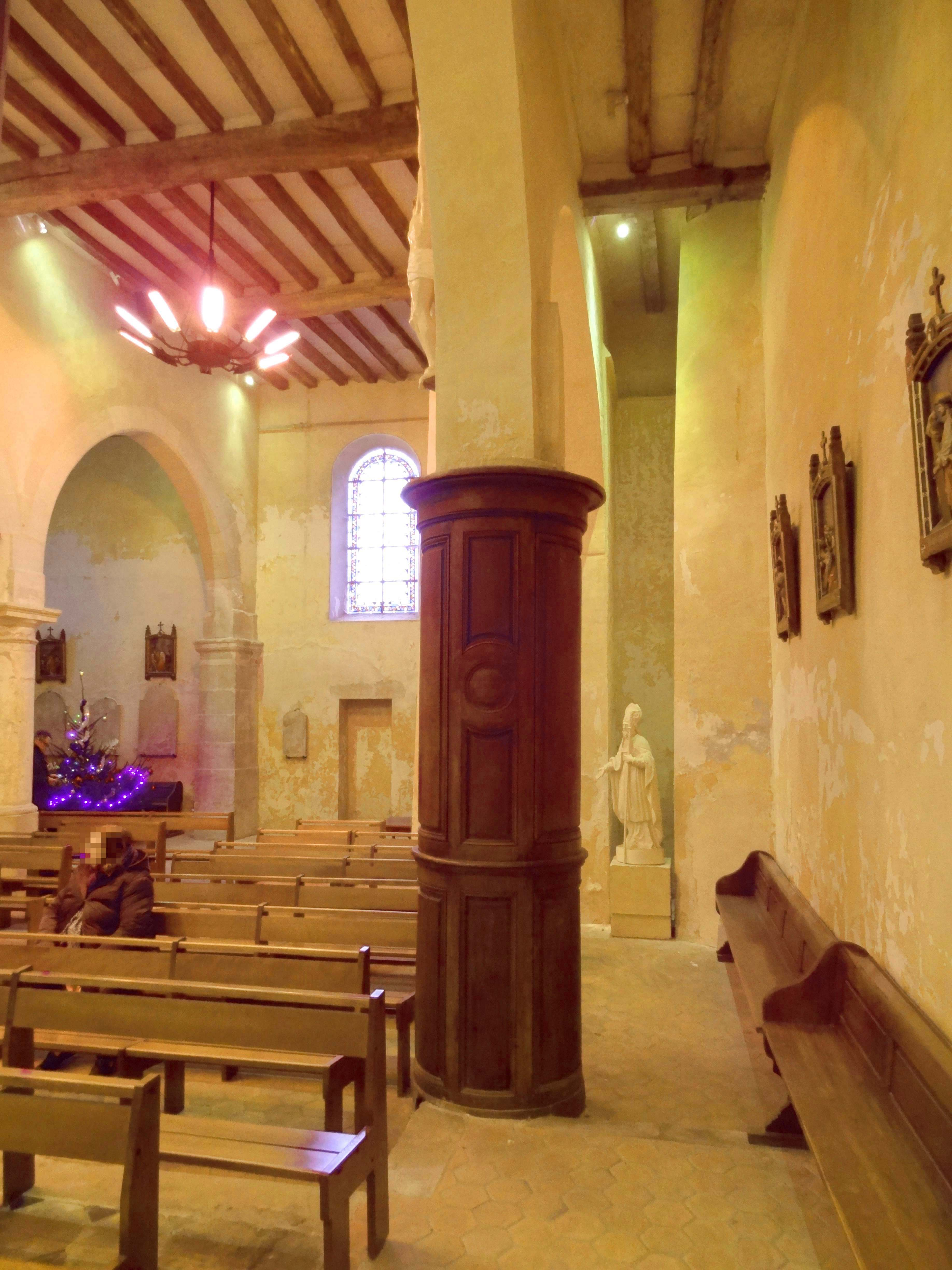
Bas-côté nord, vue vers le sud-ouest dans la nef.
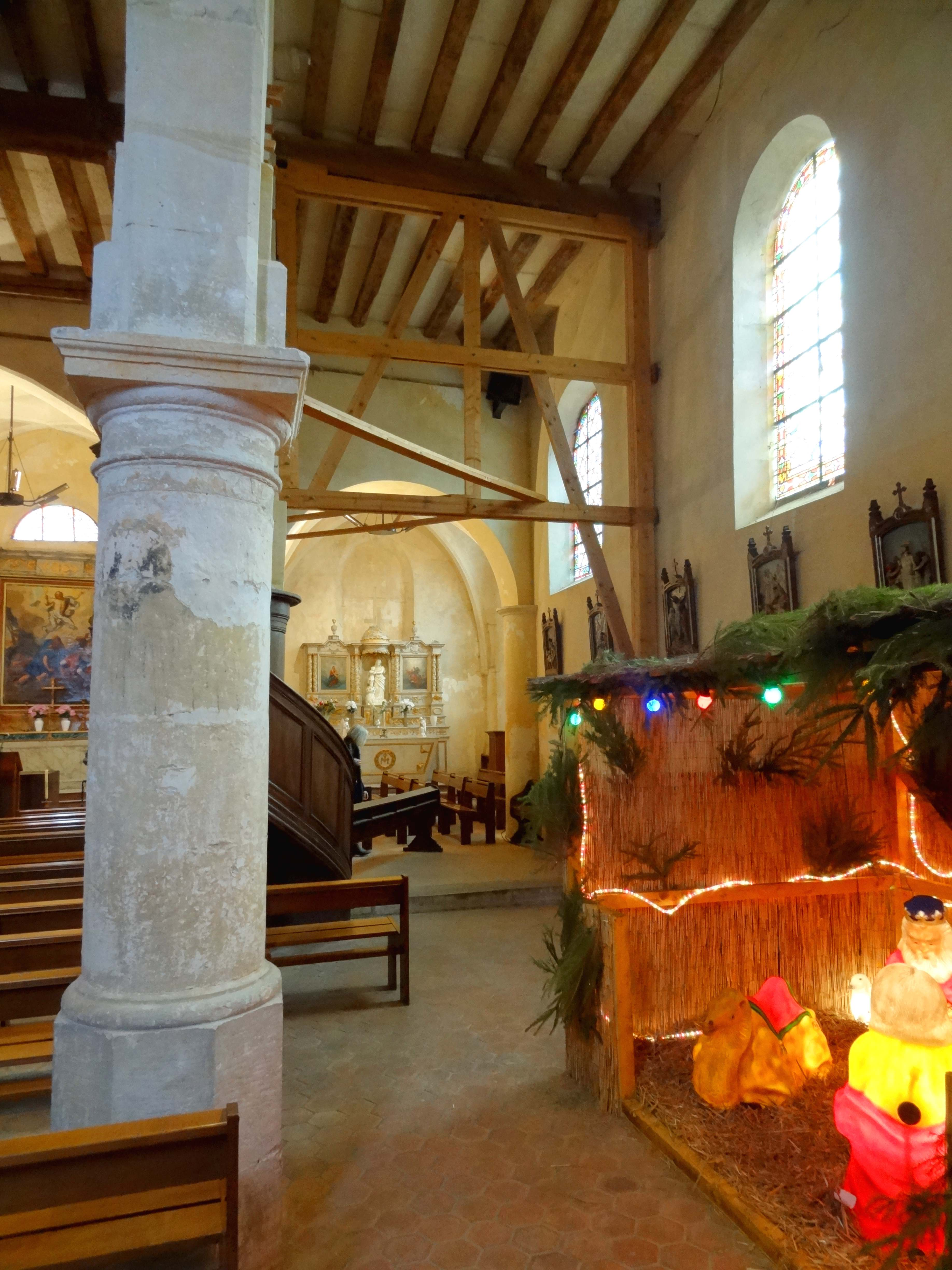
Bas-côté sud, vue vers l'est.
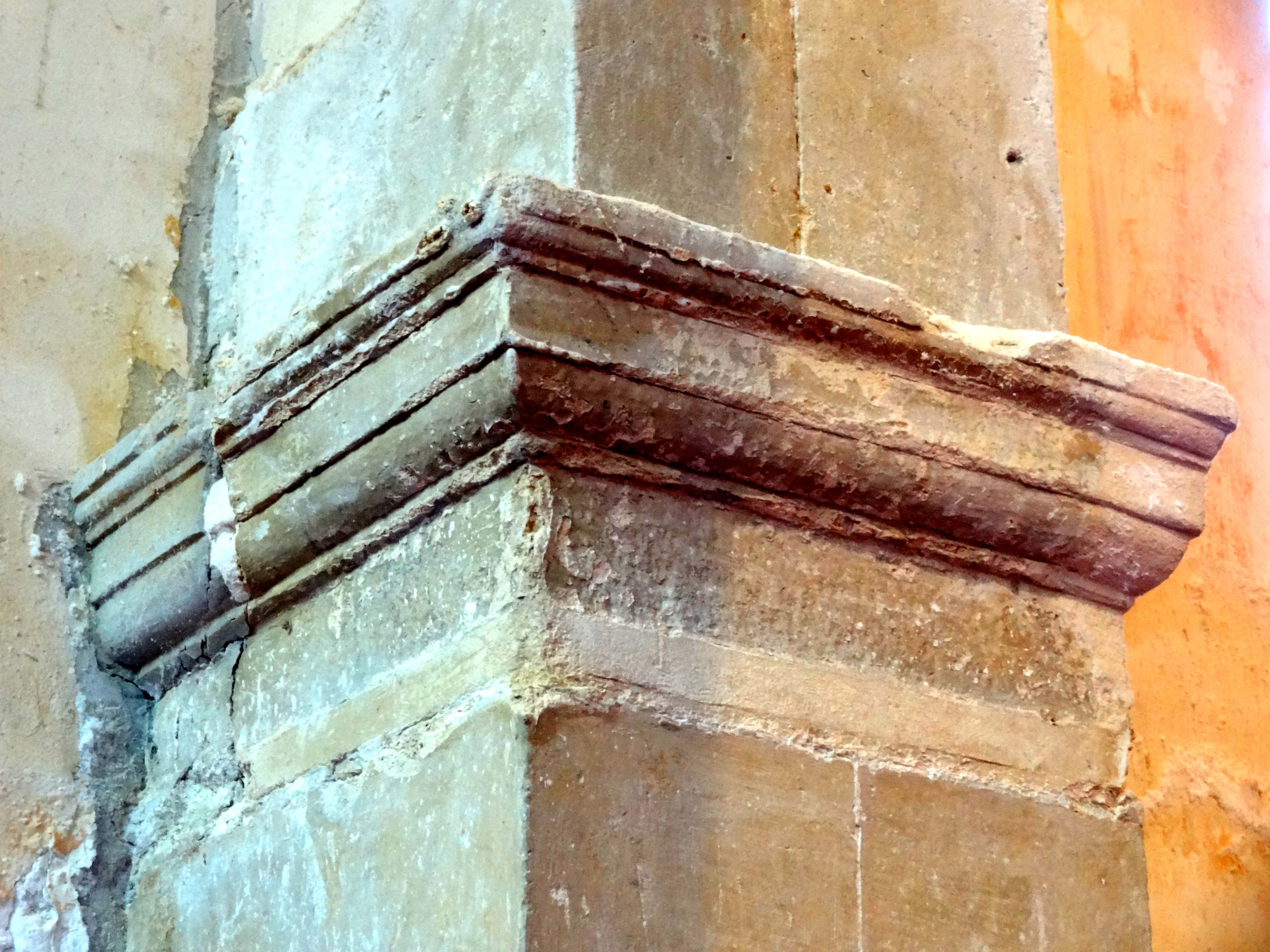
Tailloir au droit du mur occidental.

#### Chœur

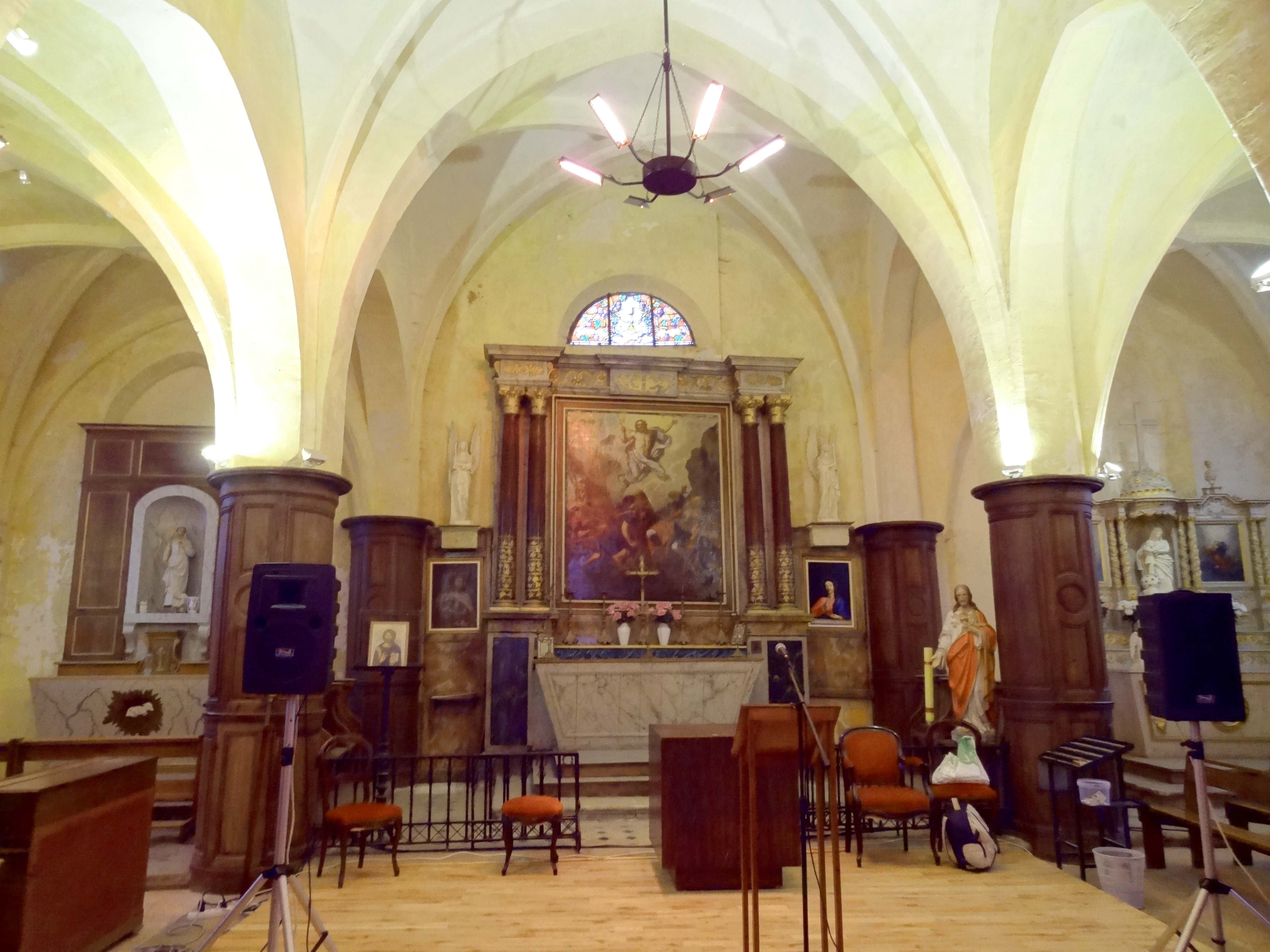
Chœur, vue vers l'est.

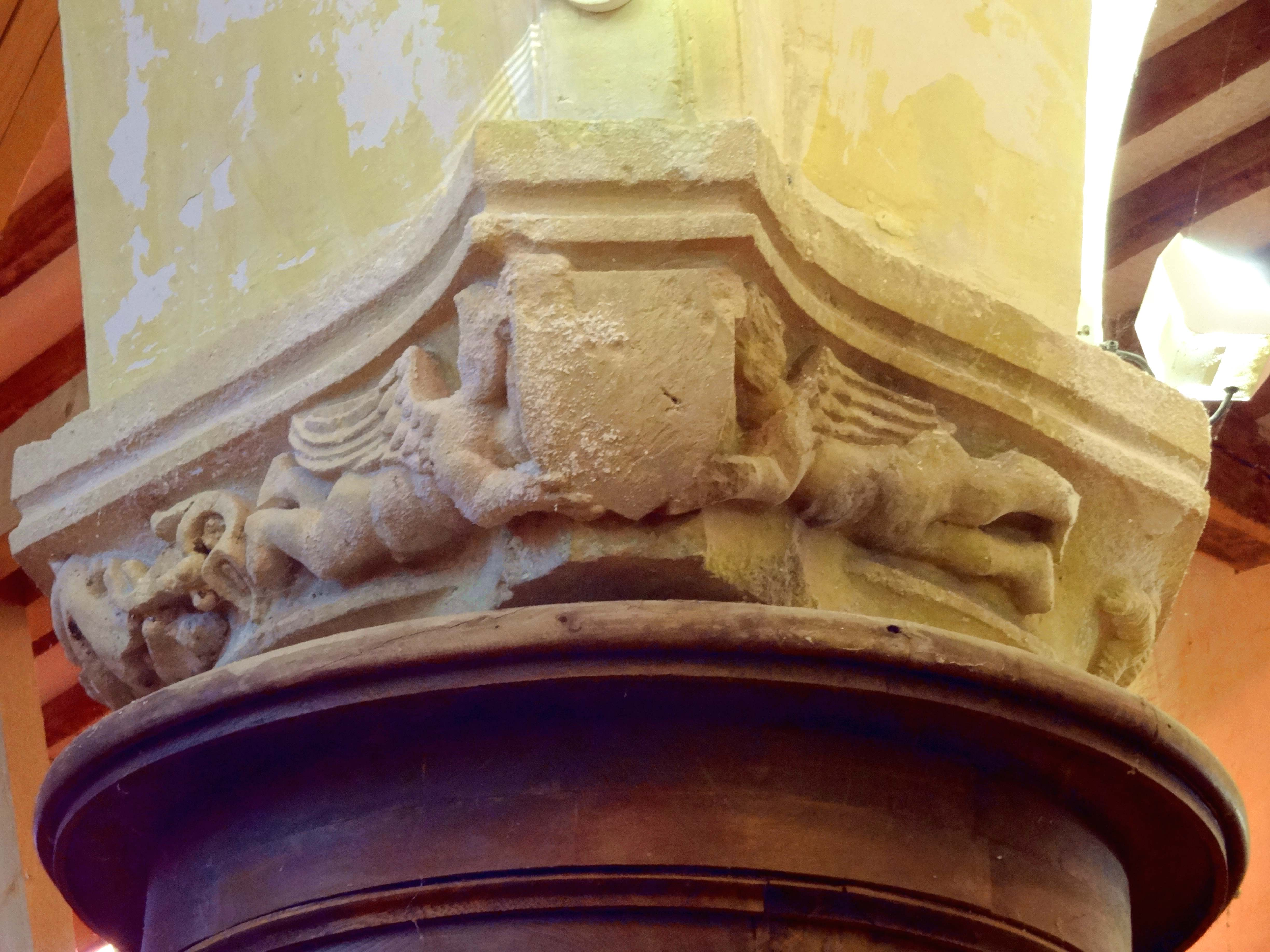
Chapiteau flamboyant au sud de l'arc triomphal, angle sud-est.

Depuis la nef, le chœur s'ouvre par un arc triomphal assez semblable aux grandes arcades de la nef, mais sa plus grande largeur rend son tracé légèrement surbaissé. En plus, les arêtes sont chanfreinées. Au nord, l'arcade retombe directement sur un pilier habillé de boiseries, comme dans la nef. Au sud, elle est reçue sur le tailloir, profilé d'une plate-bande et d'une rainure, d'un chapiteau flamboyant apparenté à une frise. Vue depuis le nord, le plan du tailloir paraît carré, à angles abattus, mais vue depuis le sud, les angles débordent légèrement, et la face méridionale est galbée, comme s'il s'agissait d'un chapiteau corinthien. Ce constat confirme une datation de la période flamboyante finissante, et un rattachement à la même campagne qui aboutissait sur la construction de la chapelle Sainte-Geneviève et des voûtes. Le chapiteau est de plan circulaire. Aux angles sud-est et nord-ouest, il arbore un écusson vierge, tenu par deux anges, qui sont allongées compte tenu de la faible hauteur de la corbeille, et occupent la majeure partie des quatre faces. Des feuilles de vigne, dont la forme déchiquetée évoque effectivement le XIVe siècle envisagé par Charles Huet, garnissent l'angle sud-ouest, et un escargot, l'angle nord-est. On rencontre d'autres chapiteaux du même type à Bessancourt, Montsoult, et au sud du chœur de Presles. Étant donné que ce chapiteau se situe au-dessus de la limite des boiseries, qui atteignent la même hauteur sur tous les piliers, on ne peut exclure que des chapiteaux semblables étaient jadis présents sur les autres piliers du chœur. Ils ont pu être sacrifiés au changement des goûts à la période classique. Cette possibilité est en tout cas plus vraisemblable qu'un réemploi, car les arcades en tiers-point au nord et au sud du chœur ne parlent pas en faveur d'une construction à la Renaissance. S'il ne s'agit pas d'un réemploi, le chapiteau a également pu être monté à l'occasion d'une reprise en sous-œuvre du pilier, à l'instar des deux chapiteaux doriques de la nef et des deux tailloirs en forme de doucine de la chapelle de la Vierge.
La structure du chœur est rapidement décrite. Tous les autres piliers sont dépourvus de tailloirs et de chapiteaux. Le mur du chevet ne conserve que le tympan de sa fenêtre en plein cintre, le reste étant bouchée en raison de la présence du grand retable du maître-autel. L'arc-doubleau qui sépare les deux voûtes est analogue à l'arc triomphal. Les deux travées sont nettement barlongues, et les arcades latérales sont donc plus étroites. Elles ne sont pour autant pas beaucoup plus aigües, comme le veut généralement la logique à la période gothique, et il y a de ce fait une portion de murs nus au-dessus de ces arcades. Dans tous les cas, les arcades ne coïncident pas avec les arcs d'inscription des voûtes, qui sont situées plus haut. Les voûtes, en arc brisé, sont des plus rustiques, sans arcs formerets, ni colonnettes à chapiteaux, ni clés de voûte sculptées. Les ogives affectent un profil de section carrée. Comme seule concession à l'esthétique de l'époque de construction, soit le milieu ou le troisième quart du XVIe siècle, les arêtes sont adoucies par une doucine. Ce profil des ogives n'apparaît pas dans les autres églises Renaissance du voisinage.

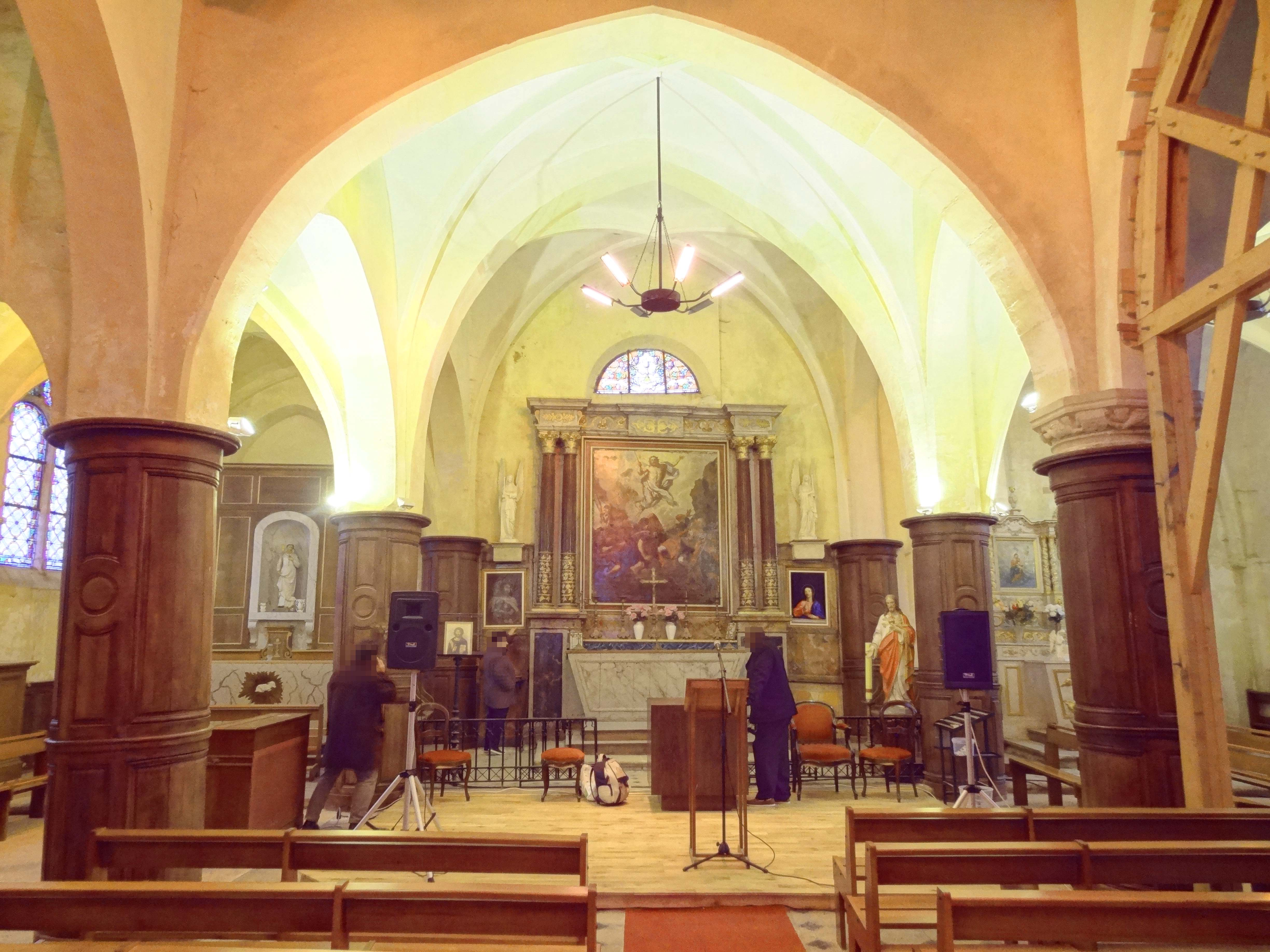
Vue depuis la nef.
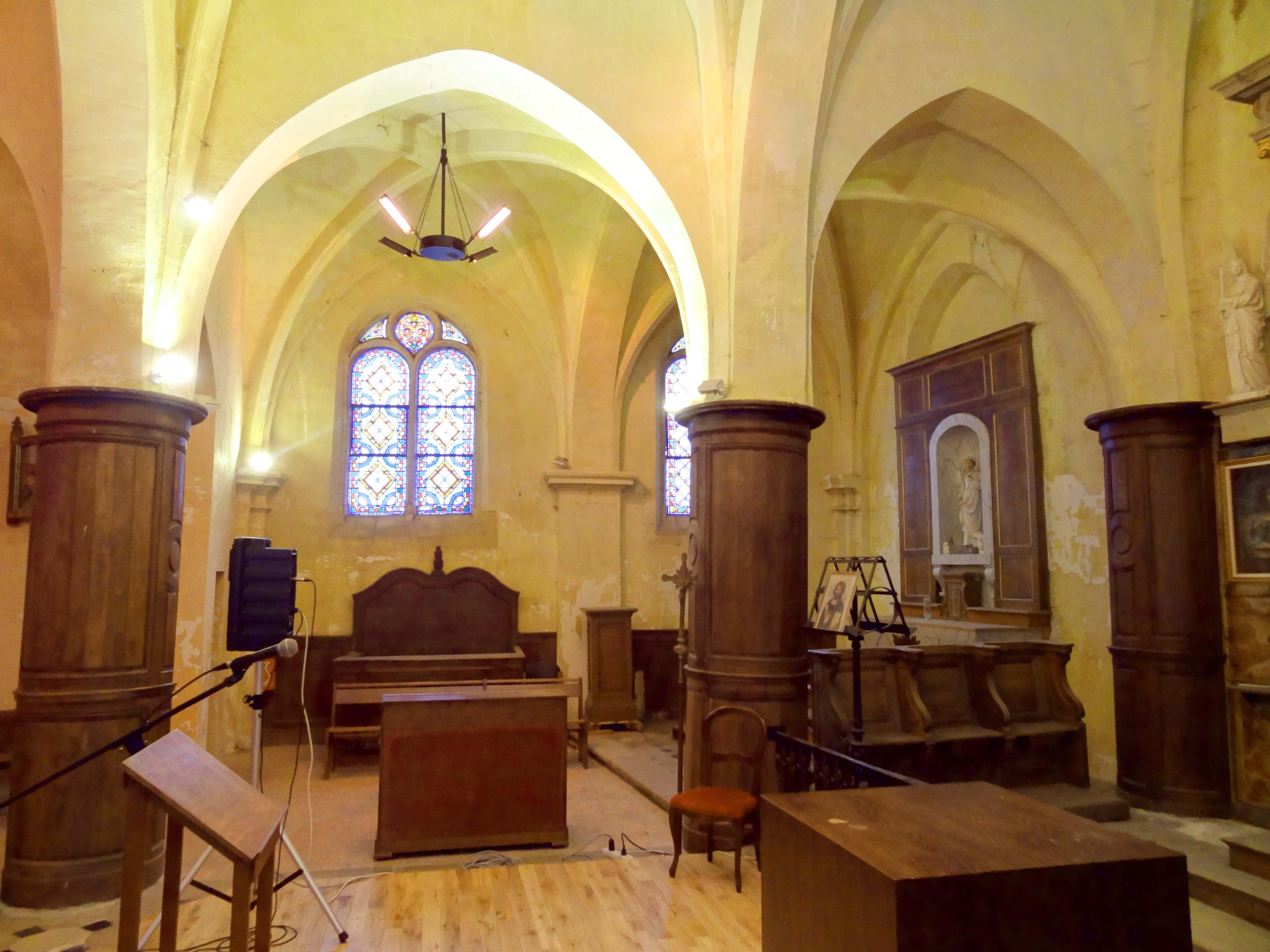
Grandes arcades du nord.
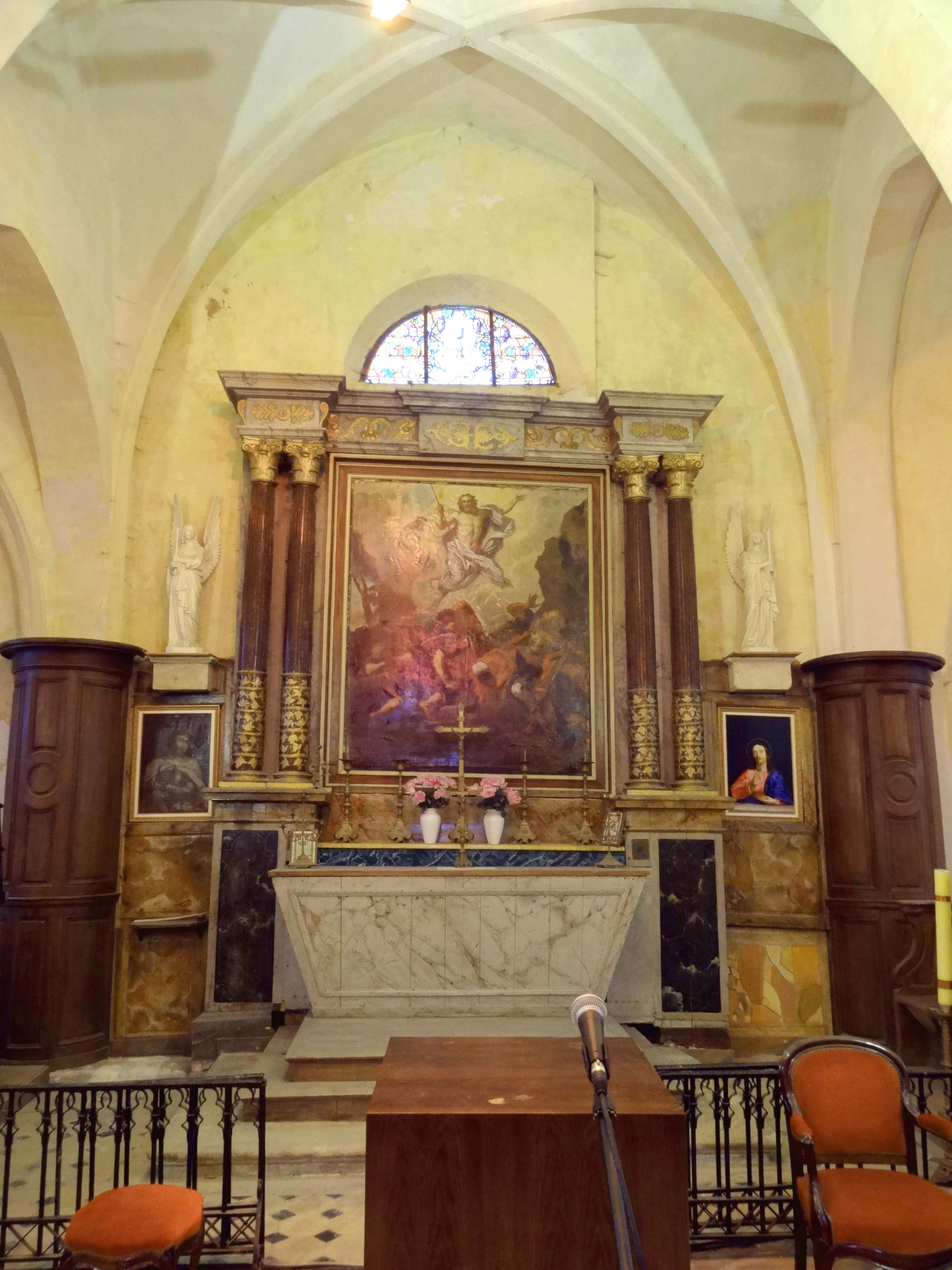
Chevet et retable du maître-autel.
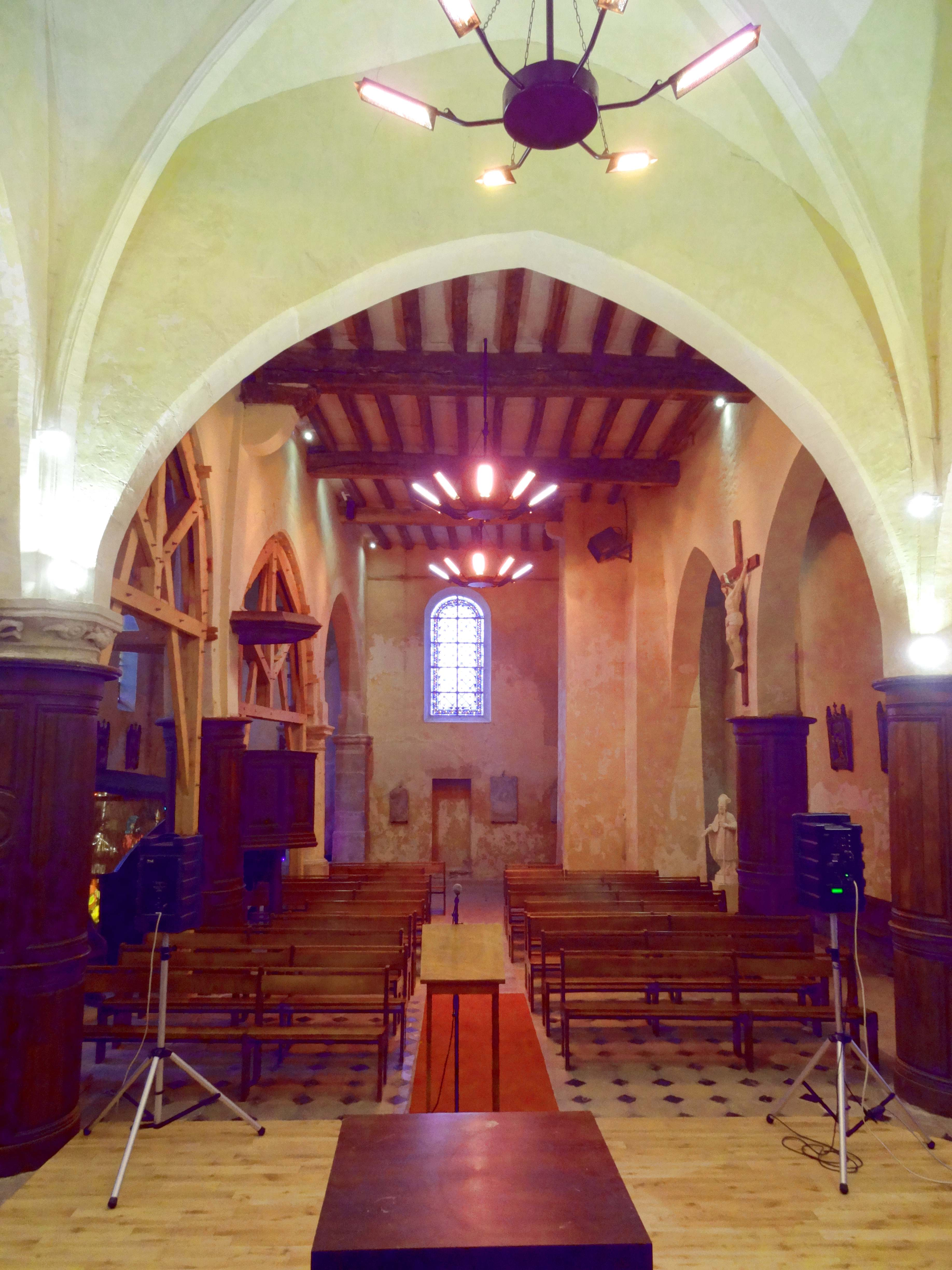
Vue vers l'ouest.
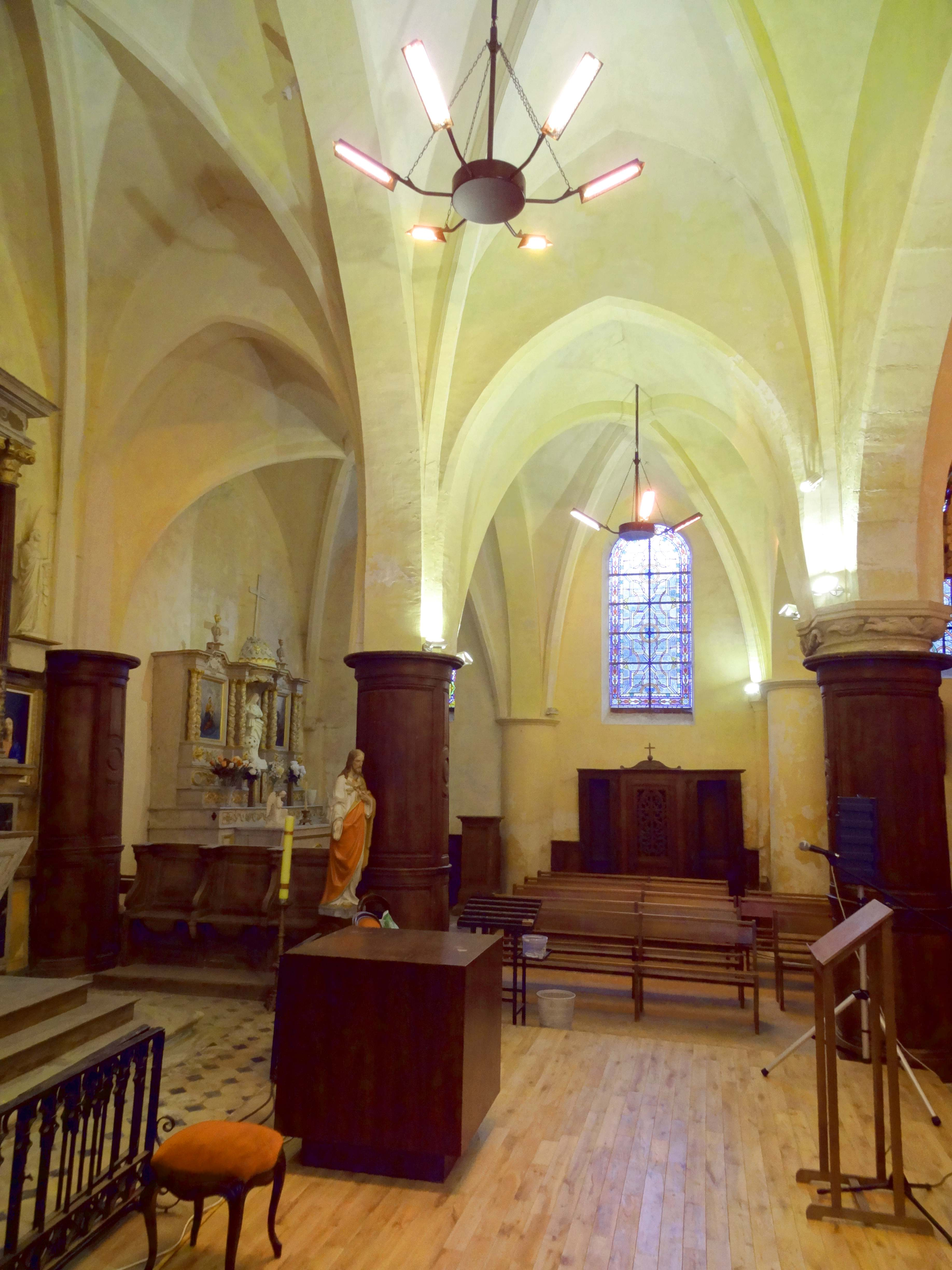
Vue vers le sud-est.
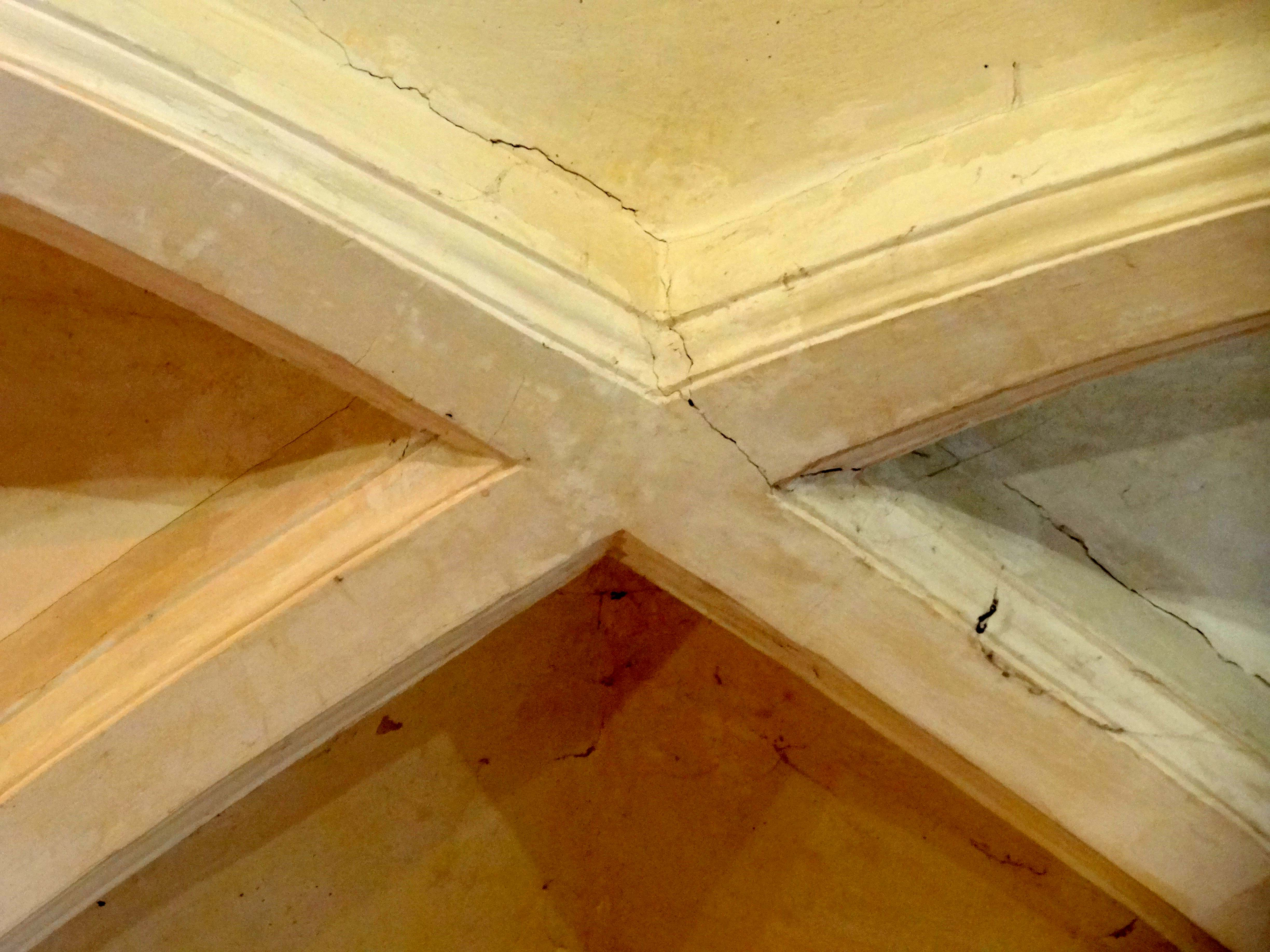
Clé de voûte.

#### Chapelles latérales

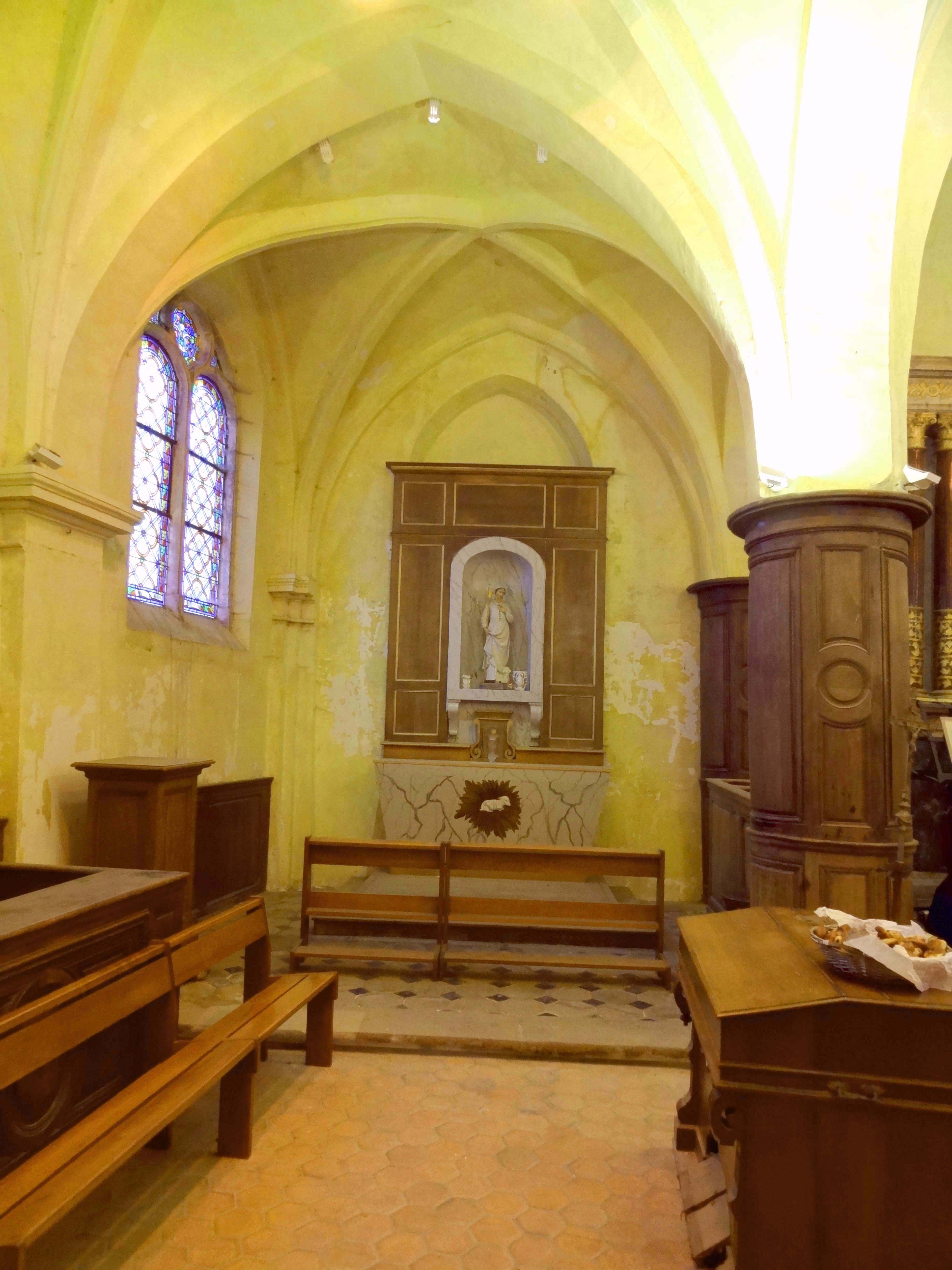
Chapelle Ste-Geneviève.

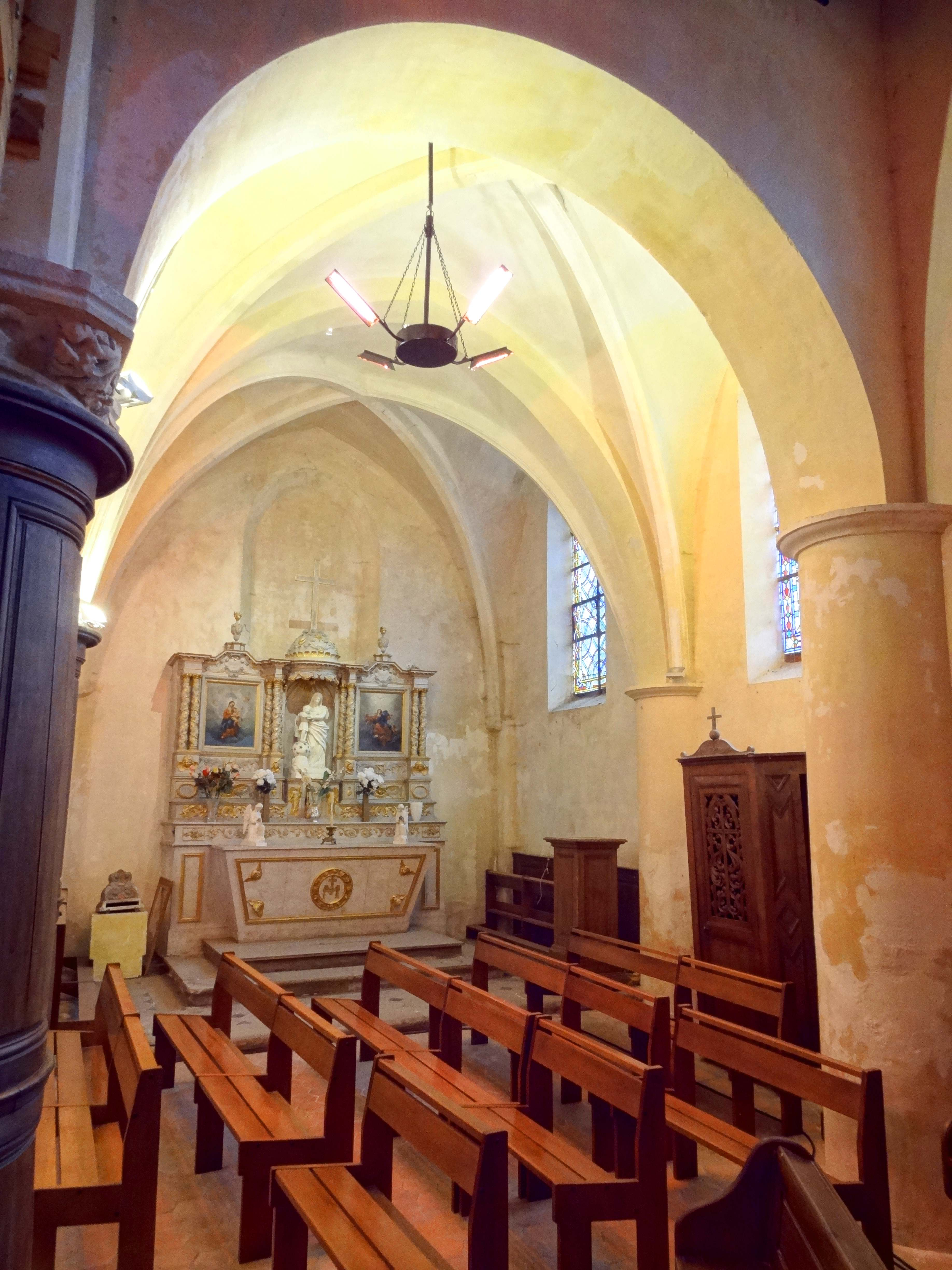
Chapelle de la Vierge.

Les deux chapelles latérales du chœur, pouvant également être qualifiées de collatéraux ou bas-côtés, ont des voûtes d'ogives du même type que dans le chœur. Elles sont établies dans le prolongement des bas-côtés de la nef. Leurs baies orientales sont bouchées, mais on voit encore leur ébrasement, et faire le constat intéressant que ces fenêtres étaient en arc brisé. Or, toutes les fenêtres encore existantes sont en plein cintre. L'arc brisé des baies du chevet est bien sur en parfaite cohérence avec la forme des grandes arcades longitudinales et des arcs-doubleaux perpendiculaires. On pourrait en conclure que l'église actuelle est beaucoup plus ancienne que ne le suggèrent les rares éléments de modénature et de sculpture, qui ne sont pas antérieurs au XVIe siècle.
La chapelle latérale nord, dédiée à sainte Geneviève, patronne de l'église, représente la partie la plus réussie de l'église. Ici, on trouve les seules fenêtres pourvues d'un remplage. Il s'agit du remplage Renaissance standard, formé par deux formes en plein cintre surmontées d'un petit oculus entre deux écoinçons ajouré, qui prennent le relais des soufflets et mouchettes de la période flamboyante. Toute mouluration est absente sur les meneaux et les pourtours des baies. Contrairement au vaisseau central, les arcs d'inscription des voûtes correspondent ici aux grandes arcades et au doubleau intermédiaire. Des arcs formerets existent au nord et à l'est, mais pas à l'ouest. Ce sont de simples rangs de claveaux, dont les arêtes laissent encore percevoir, à certains endroits, des restes de mouluration. Il devait s'agir des mêmes petites doucines que sur les ogives. À l'intersection des deux travées, du côté nord, le doubleau et les ogives sont reçus sur un pilastre, dont le tailloir et le chapiteau accusent le même profil que le chapiteau dorique de la nef. Comme seule différence, la corbeille du chapiteau n'est évidemment pas circulaire. Le listel inférieur a été arraché, mais il subsiste sur les chapiteaux dans les angles nord-ouest et nord-est. Ici, on ne trouve pas de pilastres à proprement parler, mais seulement des ressauts du mur, qui sont au nombre de deux au nord-ouest, et au nombre de trois au nord-est, conformément au nombre de nervures à supporter.
La chapelle latérale sud, dédiée à la Vierge Marie, se présente comme une version simplifiée de son homologue au nord. Les fenêtres sont dénuées de remplage, et les voûtes ne possèdent pas de formerets. Mais elles s'accordent tout aussi bien avec les grandes arcades et le doubleau intermédiaire qu'au nord. Il en va autrement de l'arcade en plein cintre vers le bas-côté de la nef, qui est en plein cintre contrairement aux voûtes, et moins large que la chapelle elle-même, car le bas-côté de la nef est également moins large. Le profil du tailloir du pilier cylindrique engagé au sud de cette arcade, résultant d'une reprise moderne, se continue sur le mur jusqu'au petit pilier engagé dans l'angle sud-ouest de la chapelle. De forme incertaine, il porte un chapiteau profilé d'une plate-bande et d'un haut cavet, ce qui évoque un chapiteau gothique retaillé dans le but d'effacer la sculpture. Un autre vestige, pas beaucoup plus éloquent, se trouve dans l'angle opposé, au sud-est. Ici, il ne s'agit pas d'un chapiteau, mais d'un cul-de-lampe, dont la surface rugueuse donne à penser que la sculpture a été bûchée. Assez curieusement, un petit pilier engagé se trouve à côté de ce cul-de-lampe. Enfin, à l'intersection des deux travées du côté sud, l'on trouve encore un pilier cylindrique engagé avec un tailloir en profil de doucine, comme au sud de l'arcade vers le bas-côté.

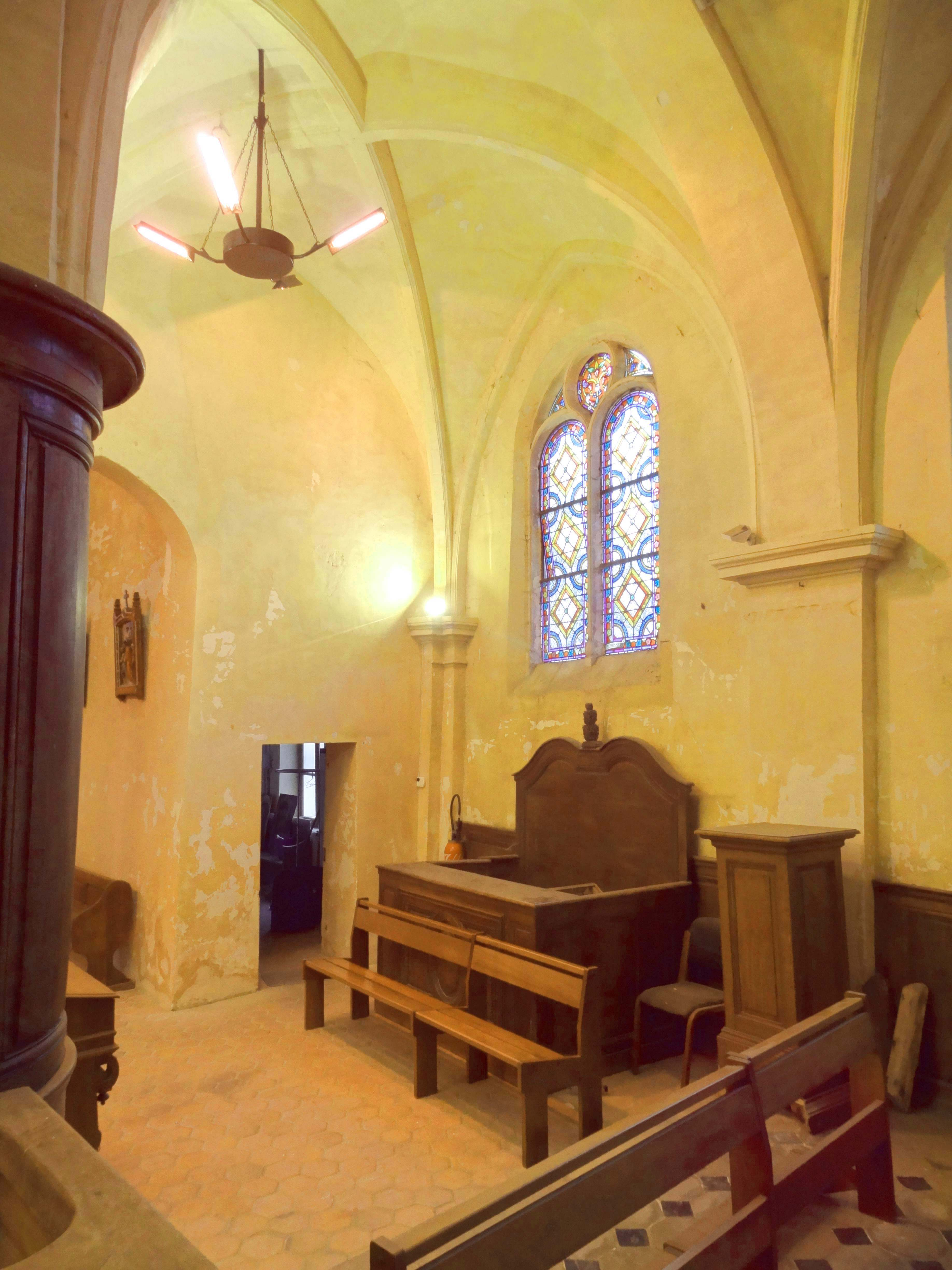
Chapelle nord, vue vers le nord-ouest.
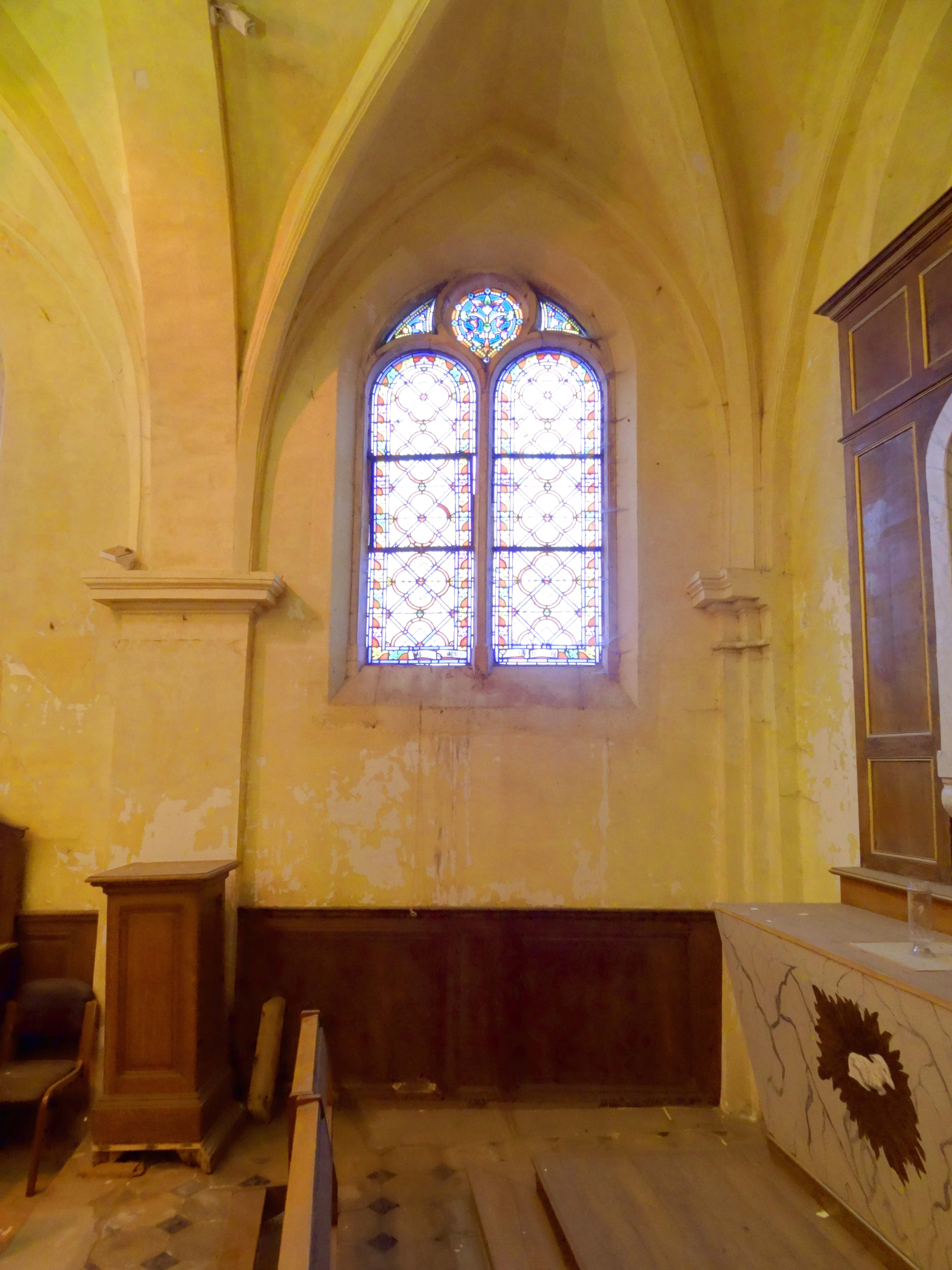
Chapelle nord, 2e travée, vue vers le nord.
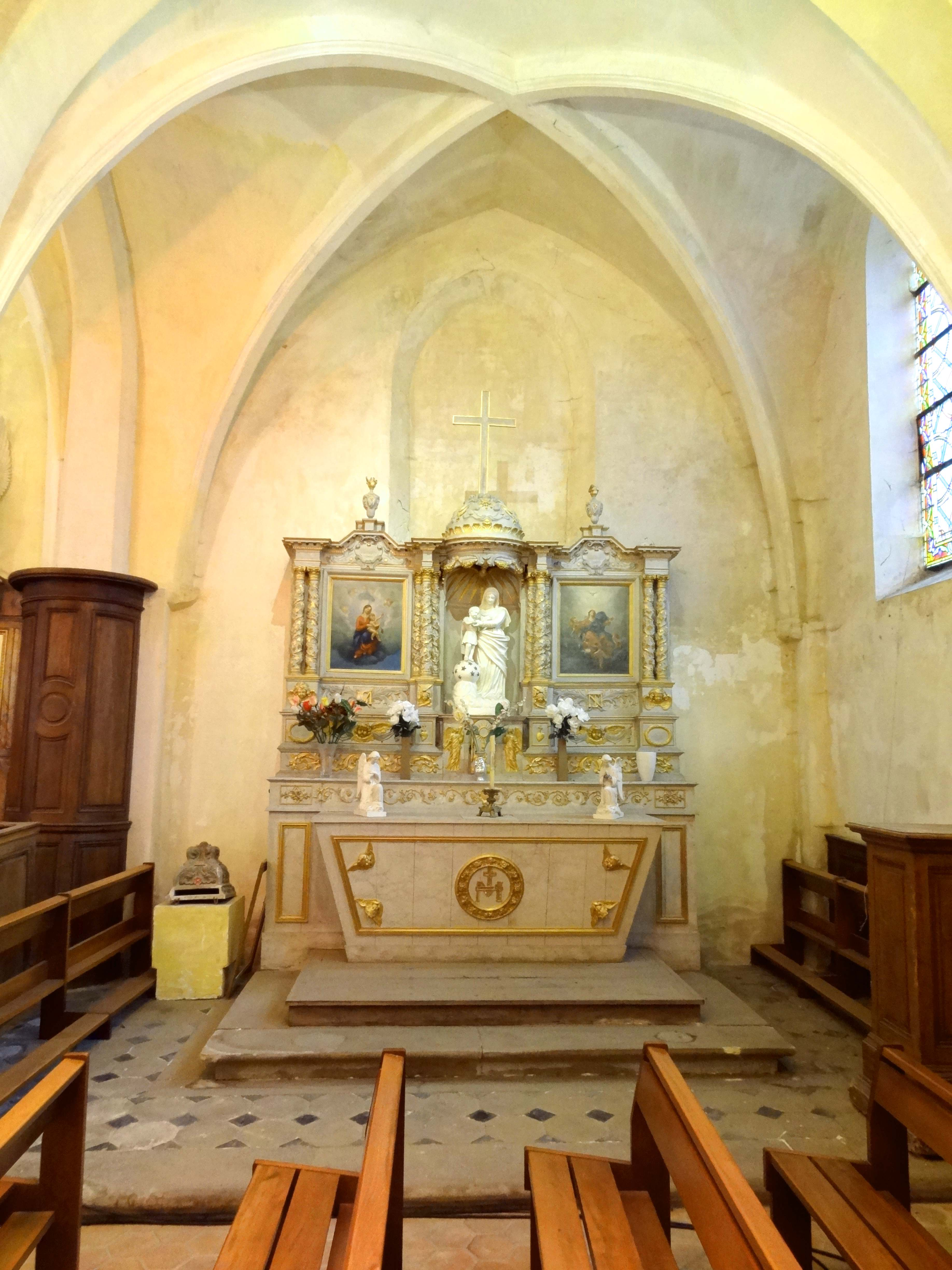
Chapelle sud du chœur, vue vers l'est.
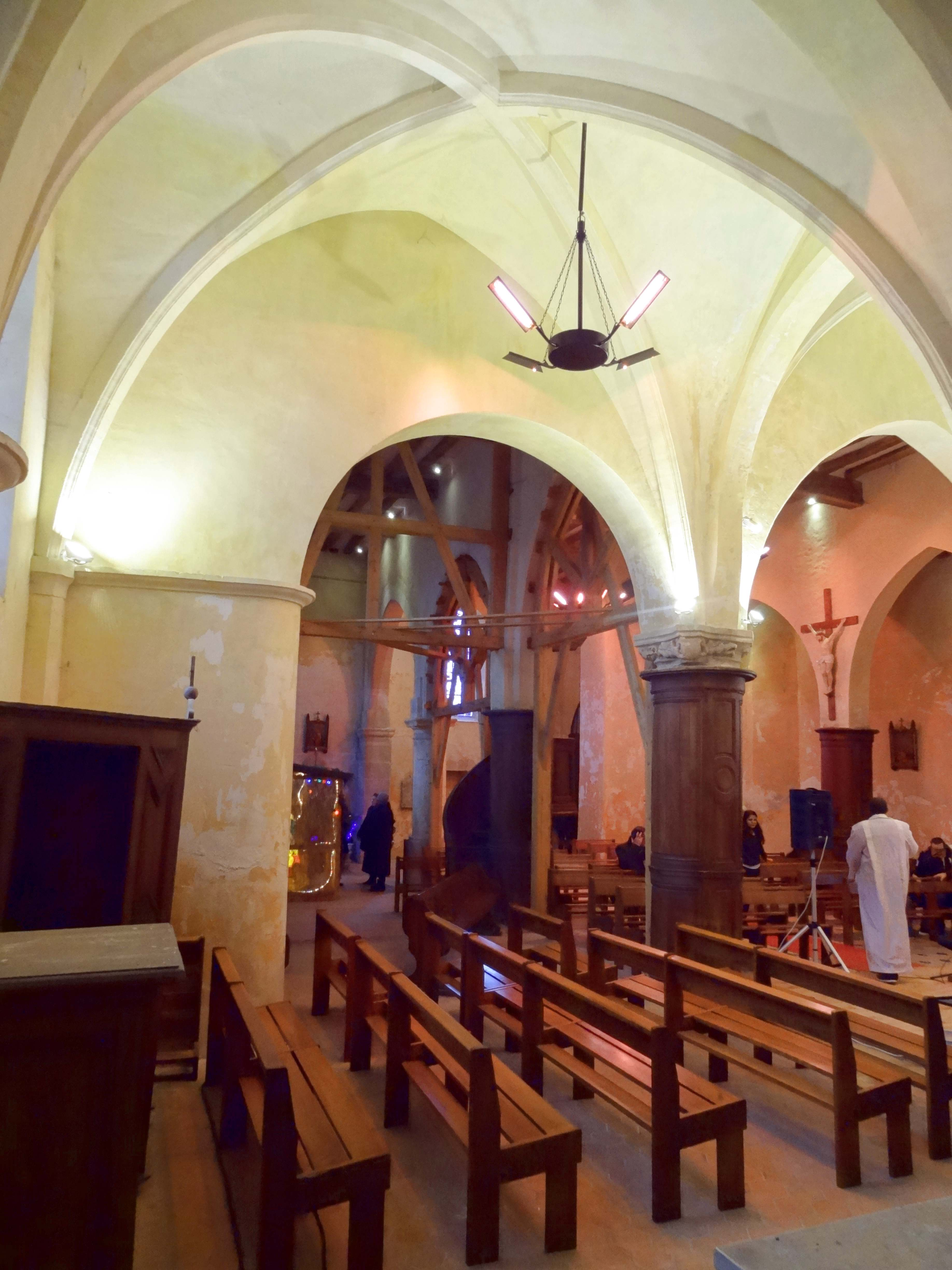
Chapelle sud du chœur, vue vers le nord-ouest.
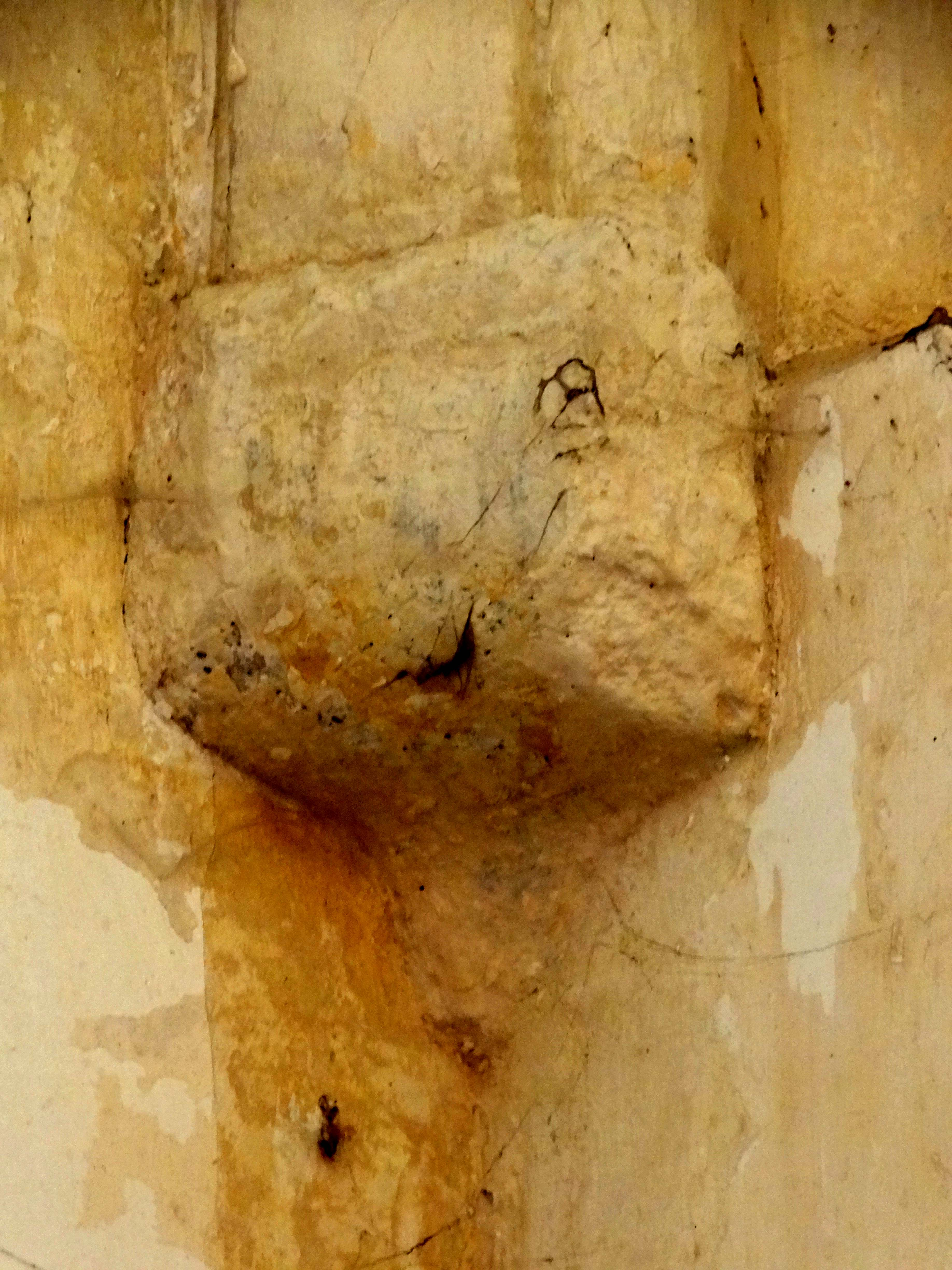
Chapelle sud, cul-de-lampe au sud-est.
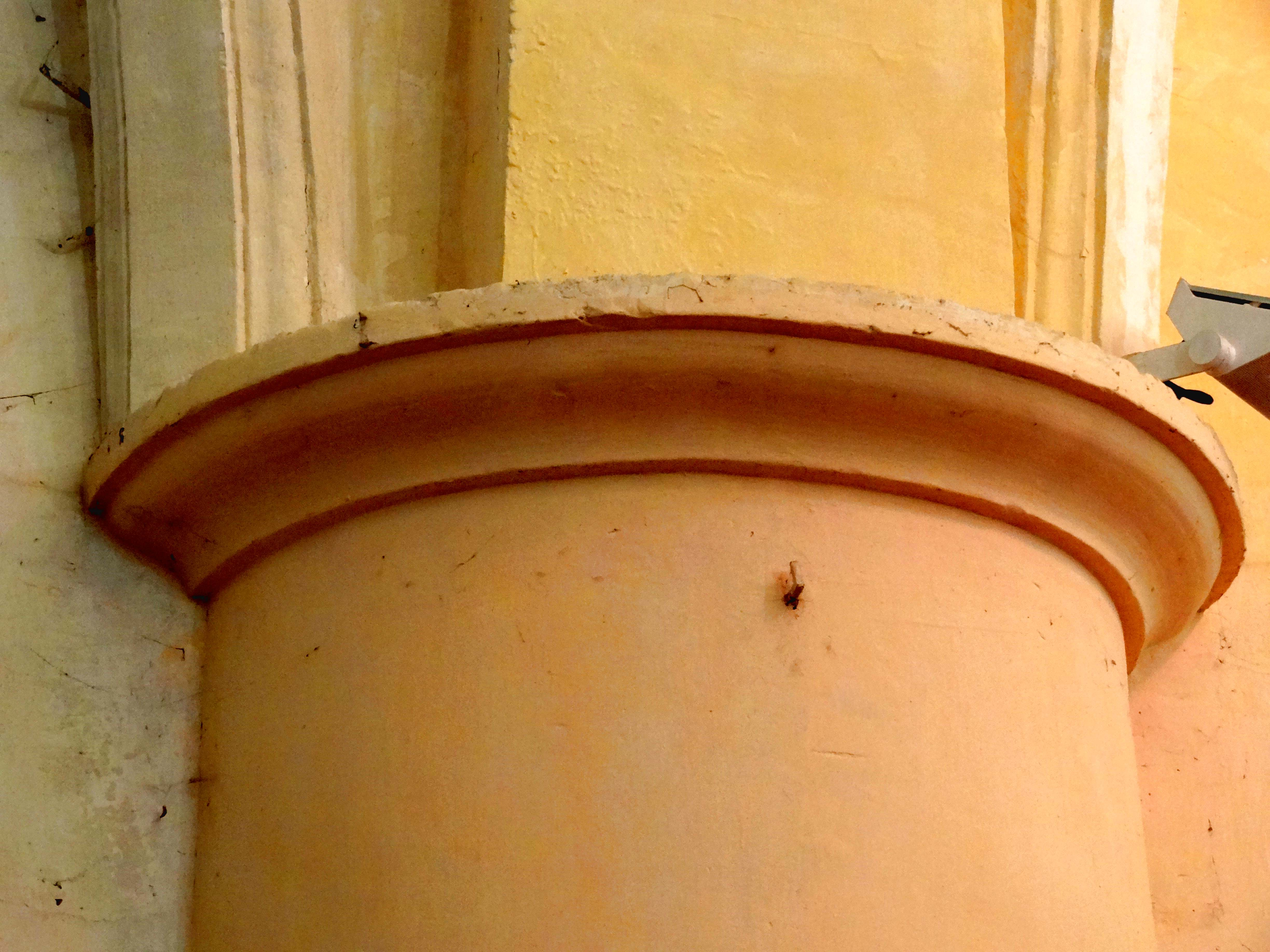
Chapelle sud, tailloir du pilier cylindrique.

### Extérieur

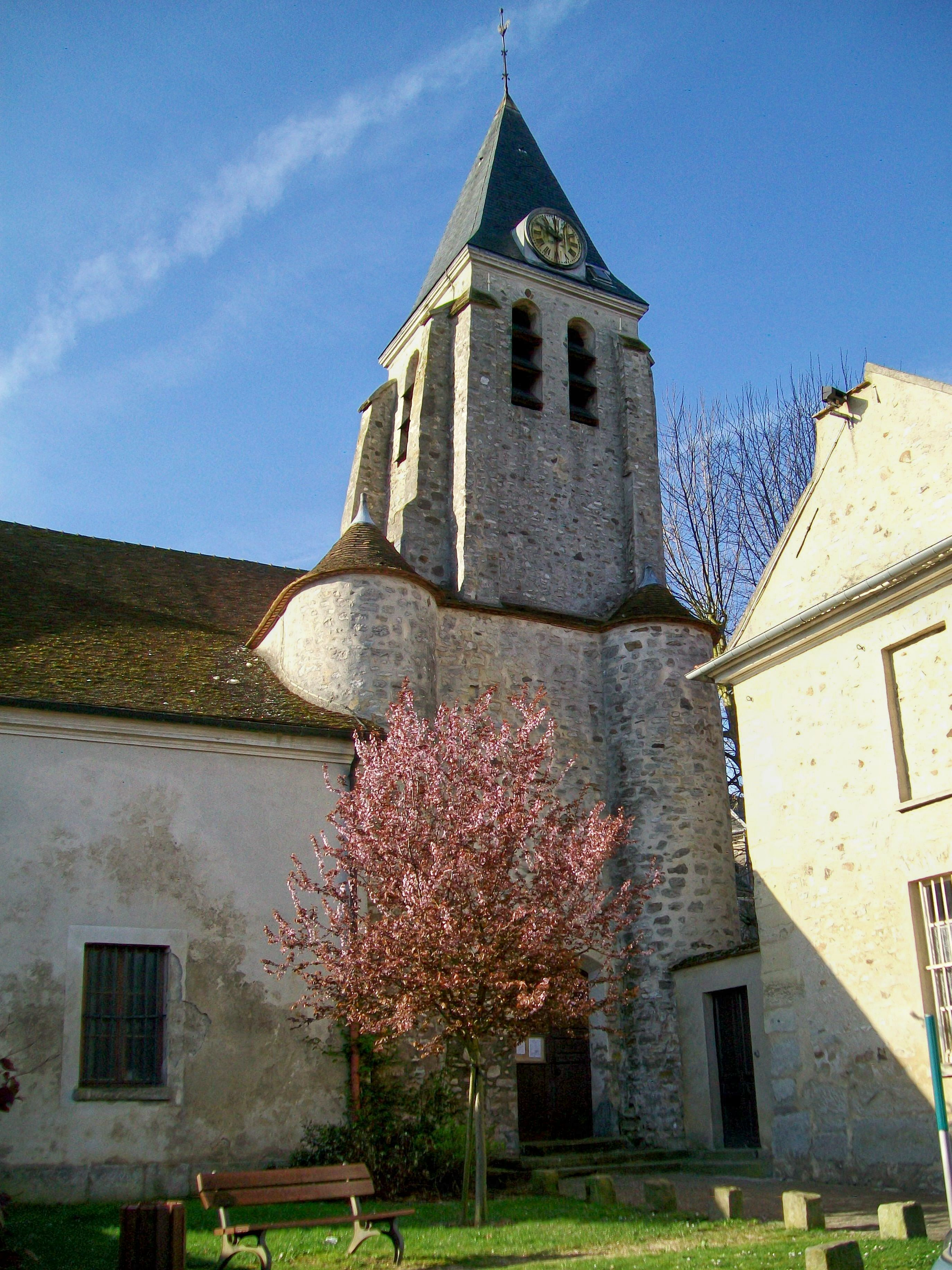
Clocher, côté nord-est.

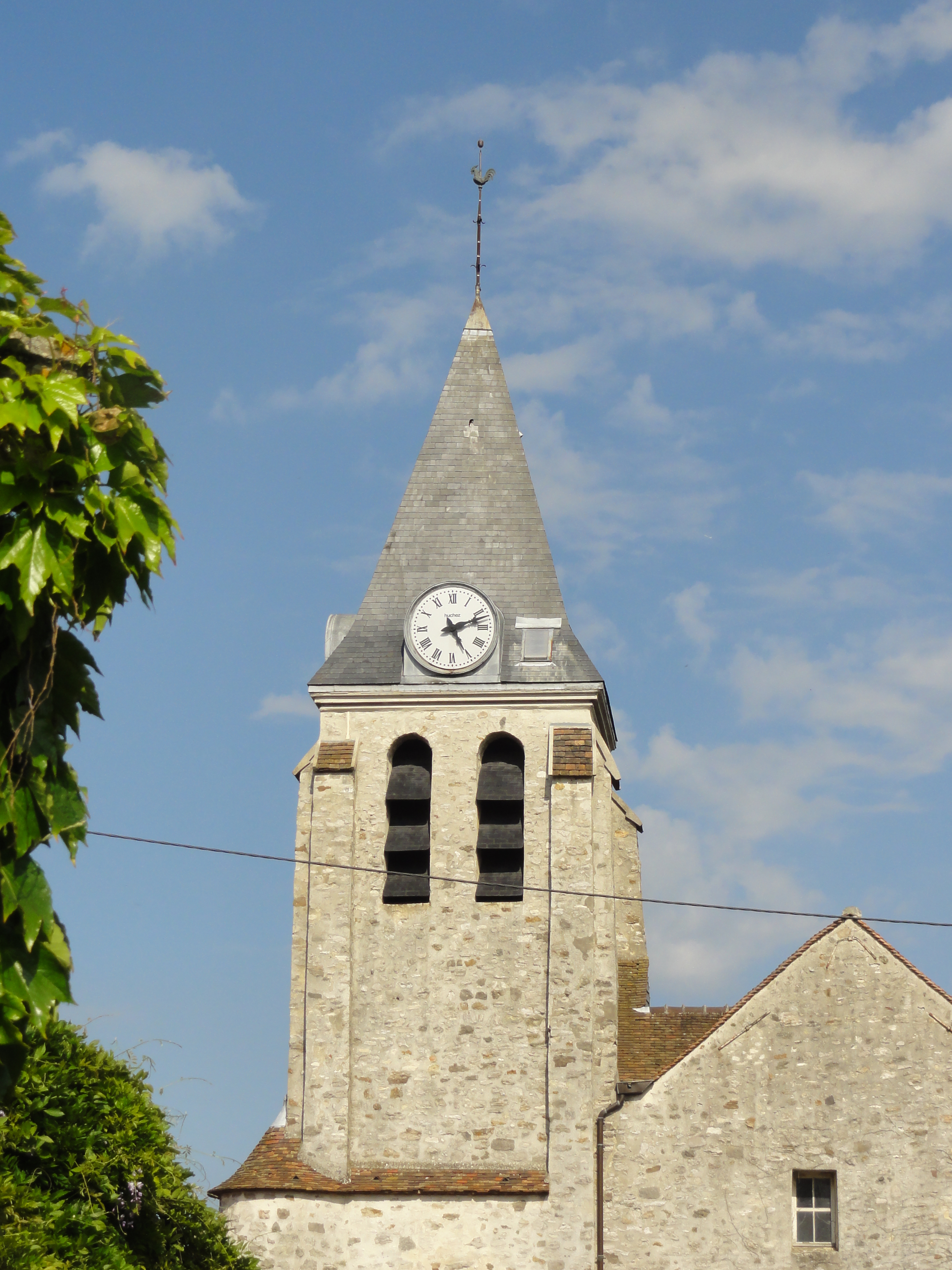
Clocher, côté ouest.

Toute l'église est bâtie en moellons, y compris les contreforts et les pourtours des baies, généralement toujours appareillés en pierre de taille au Moyen Âge, sauf pour les édifices les plus rustiques. La pierre est apparente sur le clocher et la façade occidentale. Les autres murs sont enduits. Le clocher est une construction austère. Sa base comporte, du côté nord, l'unique portail de l'église, qui est en anse de panier, et dénué de toute ornementation. Désaxé vers la droite, il est encadré de deux tourelles cylindriques, qui flanquent les angles nord-est et nord-ouest de la base du clocher. Ces tourelles, qui évoquent des échauguettes, sont cependant dépourvues de toutes ouvertures. Leur hauteur dépasse d'un tiers environ le mur gouttereau nord. Elles sont coiffées de poivrières. Au niveau du sommet des maçonneries des tourelles, le clocher est scandé par un glacis à l'est, au nord et à l'ouest. Ces glacis sont protégés par des tuiles. À l'est, le glacis est plus important, et s'apparente plutôt à un toit en appentis, car la partie haute du clocher est nettement désaxée vers l'ouest, et de plus faible diamètre que la base. Au sud, la tour est reliée à la toiture de la nef par un toit en bâtière perpendiculaire à l'axe de l'édifice, qui évite une noue à l'intersection des deux parties, et permet d'atteindre les combles depuis la cage d'escalier dans la tourelle de gauche.
La partie haute du clocher, qui représente environ la moitié de sa hauteur, est épaulé par deux contreforts plats à chacun de ses angles. Du côté est, ils sont toutefois plus saillants, et se retraitent une fois par un glacis. Peu avant la corniche de l'étage de beffroi, ils s'amortissent par un glacis couvert de tuiles. L'étage de beffroi, purement fonctionnel, est percé de deux étroites baies abat-son en plein cintre sur chacune de ses faces. Les murs se terminent par une corniche composée de plusieurs strates de modénature, probablement réalisé en stuc. Elle ne devrait pas être antérieure au XVIIe siècle, époque proposée comme date limite de construction par Charles Huet. En somme, le clocher de Puiseux est sans intérêt architectural réel, à l'instar de ses voisins de Jagny-sous-Bois, Lassy, Roissy-en-France, Villaines-sous-Bois, etc. Sur la façade occidentale, l'on note seulement que le contrefort de droite du clocher descend plus bas que le glacis qui sépare les deux parties de la tour, sans faire saillie devant la partie basse, jusqu'à se fondre dans l'avant-corps que forme le mur occidental de la nef. Cet avant-corps est également protégé par quelques rangs de tuiles. Le pignon de la nef, ainsi que le mur occidental du bas-côté sud et son demi-pignon, sont ainsi placés en léger retrait. Cette disposition donne à penser que ces parties en retrait soient plus récentes que le reste. L'avant-corps est épaulé par un contrefort sans style à droite seulement. Le bas-côté sud présente un contrefort analogue du côté ouest. Comme fenêtres, il n'y a qu'une petite baie rectangulaire dans le pignon de la nef, et à son aplomb, la baie en plein cintre qui assure seule l'éclairage de la nef. Les deux sont désaxées vers la gauche par rapport au sommet du pignon. Pour revenir vers l'élévation septentrionale, celle du portail, elle présente une corniche en stuc, des contreforts sans style, la petite baie rectangulaire et grillagée de la sacristie, et les deux seules baies à remplage de l'église.

## Mobilier

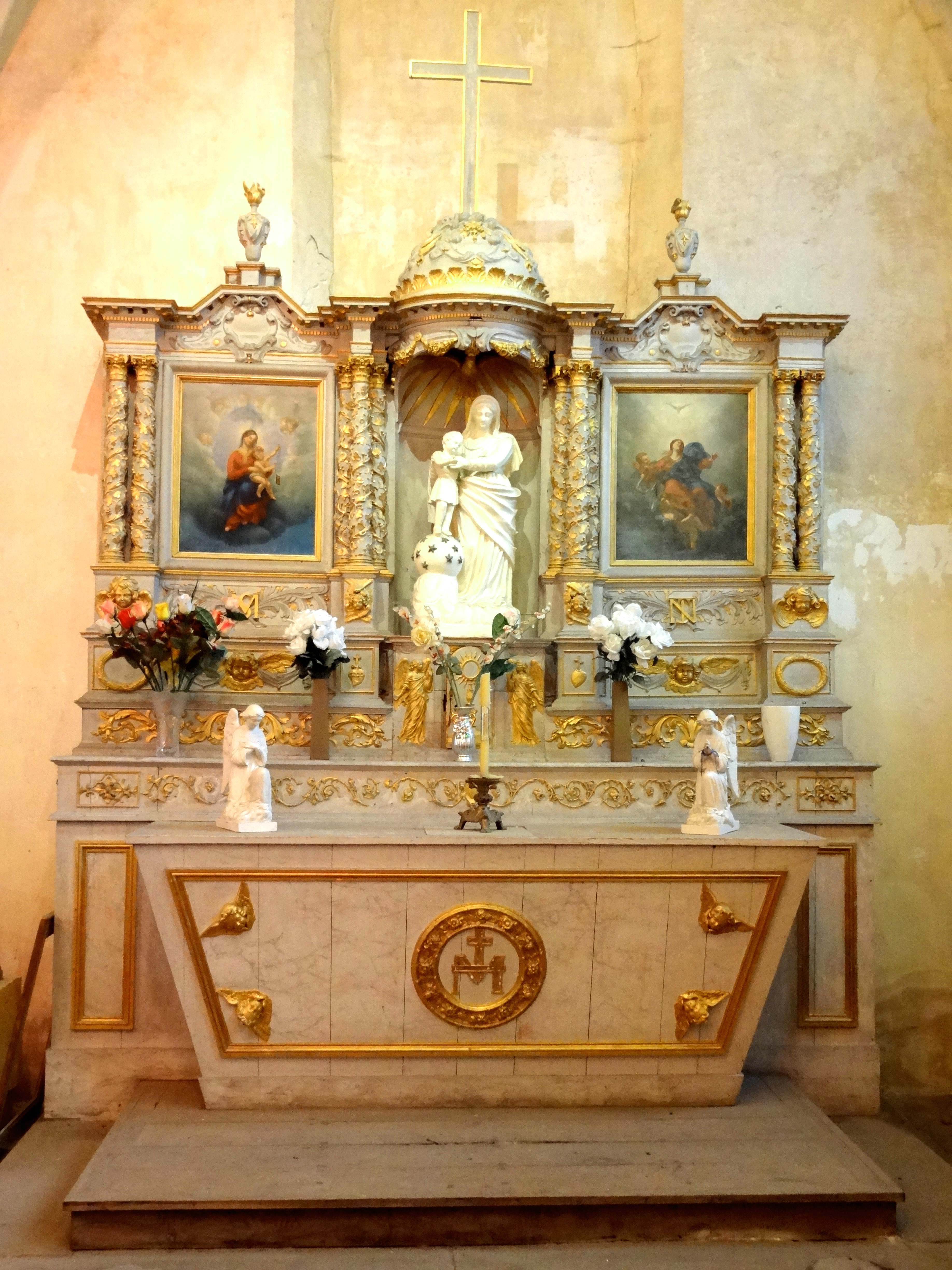
Autel et retable de la Vierge Marie, XVIIe siècle.

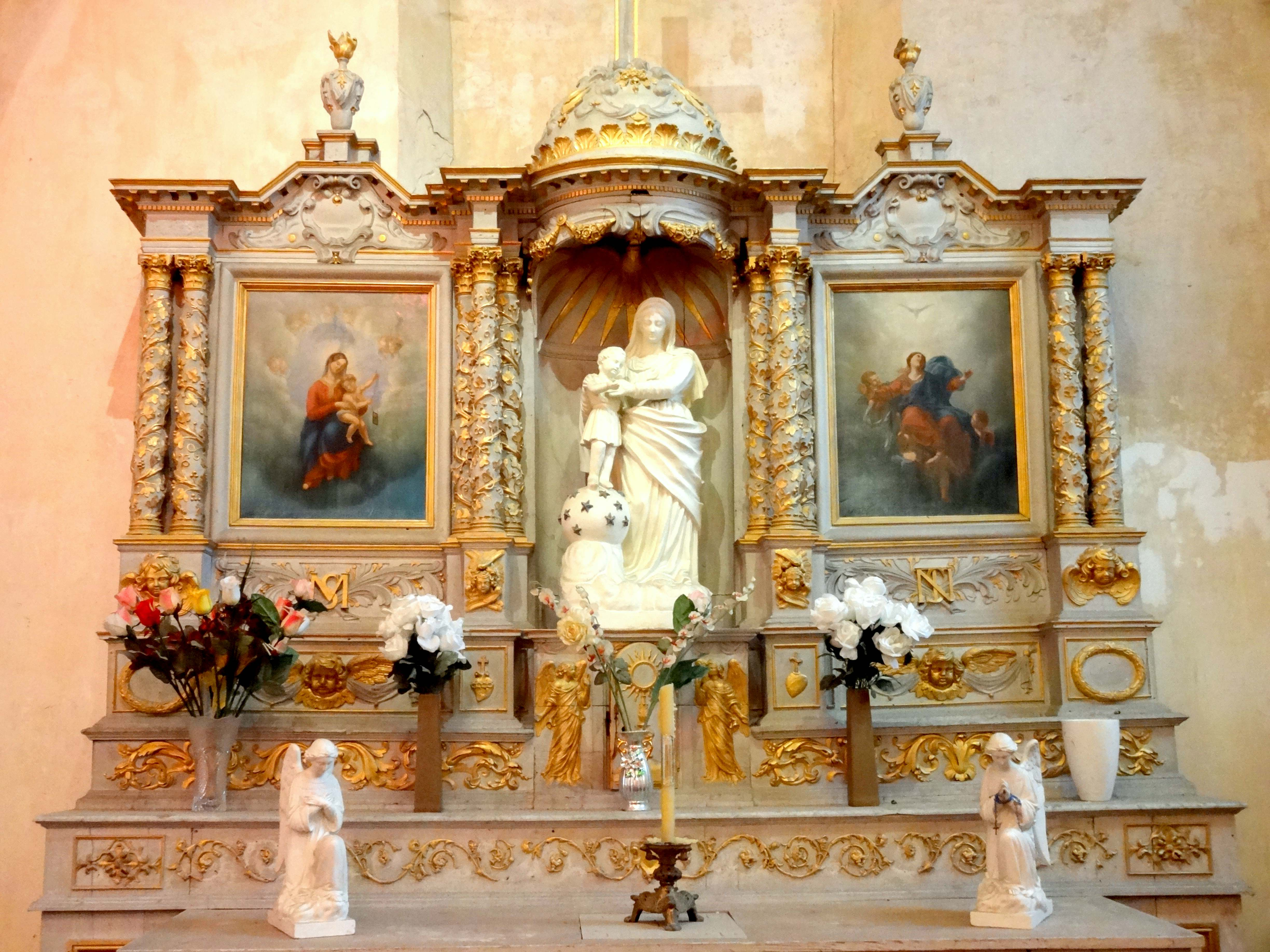
Retable de la Vierge.

Parmi le mobilier de l'église, seuls le retable de la Sainte-Vierge, dans la chapelle latérale sud du chœur, et la cloche, sont classées monument historique au titre objet.
Le retable de l'autel la Vierge Marie est en bois taillé, peint en gris et partiellement doré. Il mesure 200 cm de largeur, date du XVIIe siècle, et est de style baroque. Il s'élève au-dessus d'un soubassement, destiné à lui faire dépasser en hauteur l'autel, qui est d'une facture beaucoup plus simple. Immédiatement au-dessus de l'autel, le retable comporte un gradin, dont la face frontale est décoré de fins rinceaux végétaux particulièrement gracieux. Au-dessus, l'on trouve au milieu un minuscule tabernacle, dont la porte arbore un ostensoir, et est flanquée de deux anges adorateurs sculptés en bas-relief. Le tabernacle sert en même temps de socle à la statue, moderne, de la Vierge à l'Enfant. Elle est abritée sous un dais, dont le dessous n'affiche pas l'habituelle coquille Saint-Jacques, mais un aigle. Le dais lui-même est de plan semi-circulaire. Une guirlande est suspendue sous sa partie inférieure, qui est apparentée à un entablement, et un simple crucifix sans ornement domine le dôme servant de couverture. Ce dôme est revêtu d'une frise de feuilles d'acanthe en bas, et sculpté de motifs végétaux dans le goût baroque au-dessus.
Plus larges que le tabernacle et la niche à statue sont les deux ailes latérales, qui sont d'une grande richesse ornementale, et servent d'encadrement à des tableaux. Elles reposent sur un triple soubassement. Le registre inférieur est décoré d'une frise de rinceaux plus gras, plus vigoureux. Devant le registre médian, se profile une tête de chérubin flanquée d'ailes déployées entre une couronne de feuillages et un Sacré-Cœur. Le registre supérieur constitue le stylobate proprement dit des deux ailes latérales du retable. On y voit au milieu les monogrammes SM pour Sainte-Marie et NS pour Notre-Seigneur entre deux branches de palmes, et sur les parties saillantes à gauche et à droite, encore des têtes d'anges. Elles sont différentes du côté du tabernacle qu'aux extrémités du retable. Deux groupes de trois colonnettes, dont celle du milieu placée en avant de autres, cantonnent la niche à statue, tandis que des groupes de deux colonnettes, légèrement plus fortes, figurent aux extrémités gauche et droite du retable. Toutes ces colonnettes sont enveloppées de pampres, et portent des chapiteaux corinthiens. Les tableaux représentent Notre-Dame du Mont-Carmel, soit l'apparition de la Vierge à l'Enfant au milieu de nuées, à gauche, et l'Assomption de Marie, à droite. Ils sont signés P. Sauvage. L'artiste est probablement Philippe Sauvage, né à Villiers-le-Bel, qui exposa au Salon à partir de 1863. Les colonnettes de chacune des deux ailes supportent, bien entendu, un entablement, qui est structuré verticalement par plusieurs ressauts, et dont la corniche comporte un rang de denticules et un rang de corbeaux afin de permettre l'encorbellement du bandeau supérieur. Un petit fronton trapézoïdal est intégré dans chacun des entablements. Il arbore, notamment, un cuir découpé qui devait jadis afficher une inscription. Le couronnement est formé par un pot à feu de chaque côté, dépassé au milieu par le dôme du dais de la niche à statue.
La cloche en bronze a été fondue en 1793, an II de la République, par Gaudiveau. Ce même fondeur de cloches a fourni, dans la même année, la cloche de l'église de Marly-la-Ville. L'inscription sur la cloche est la suivante : « + L'AN 1793 2EME ANNEE DE LA REPUBLIQUE FRANCAISE JAY ETE BENITE PAR LE CITOYEN FRANCOIS LOUIS HENRY CURE DE CETTE PAROISSE ET NOMMEE MARIE GENEVIEVE  SEBASTIENNE ANCIEN PATRON / GAUDIVEAU FONDEUR ». Comme le relève le baron Ferdinand de Guilhermy, « l'inscription semble indiquer que la cloche de Puiseux aurait reçu, entre autres noms, celui de Sébastienne, en mémoire de l'ancien patron ; l'abbé Lebeuf, si préoccupé de rechercher les titres primitifs des églises, ne parle pas de ce patronage ». Elle est classée depuis avril 1944 (sans illustration).

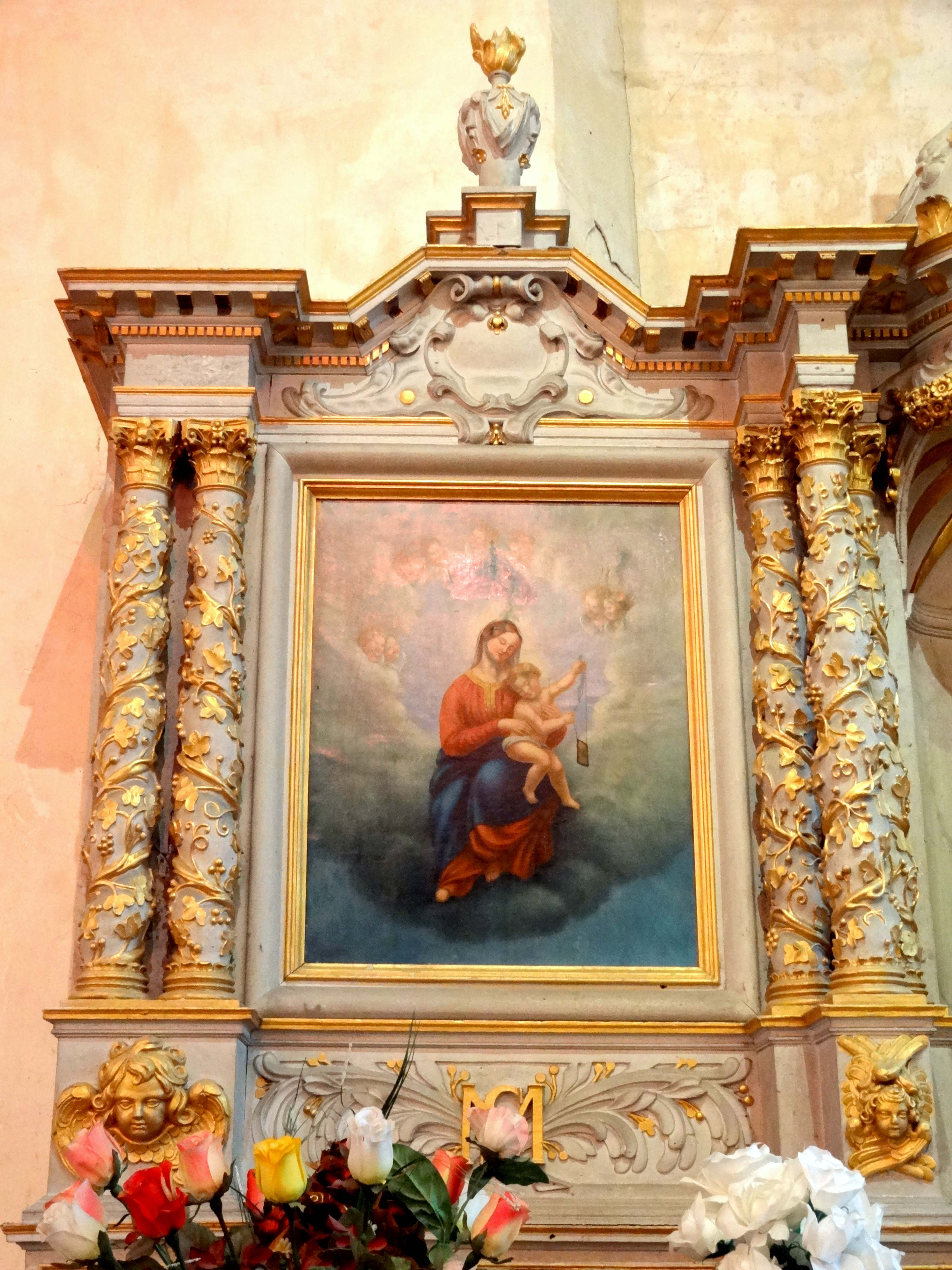
Aile de gauche.
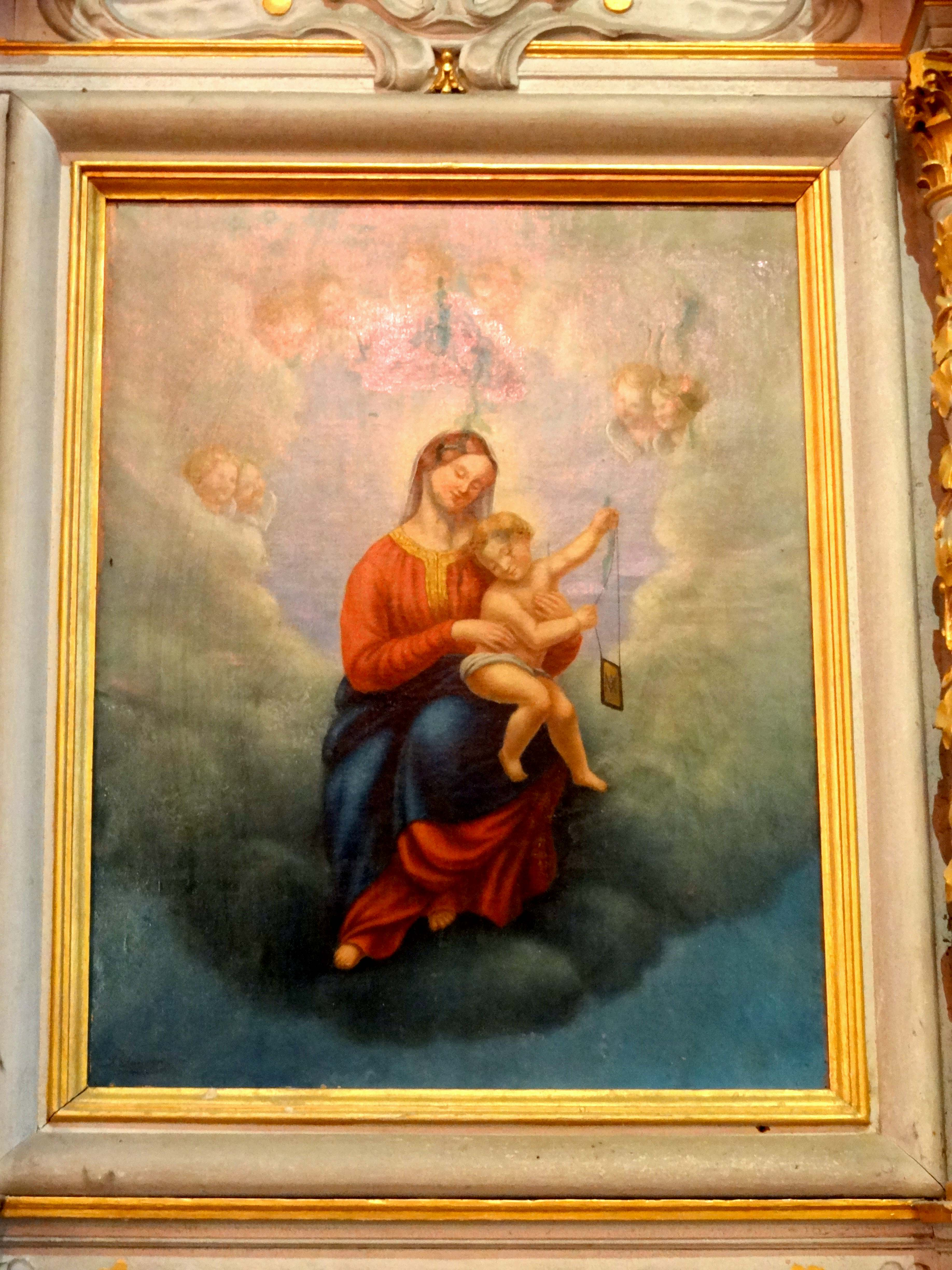
Tableau - apparition de la Vierge au mont Carmel.
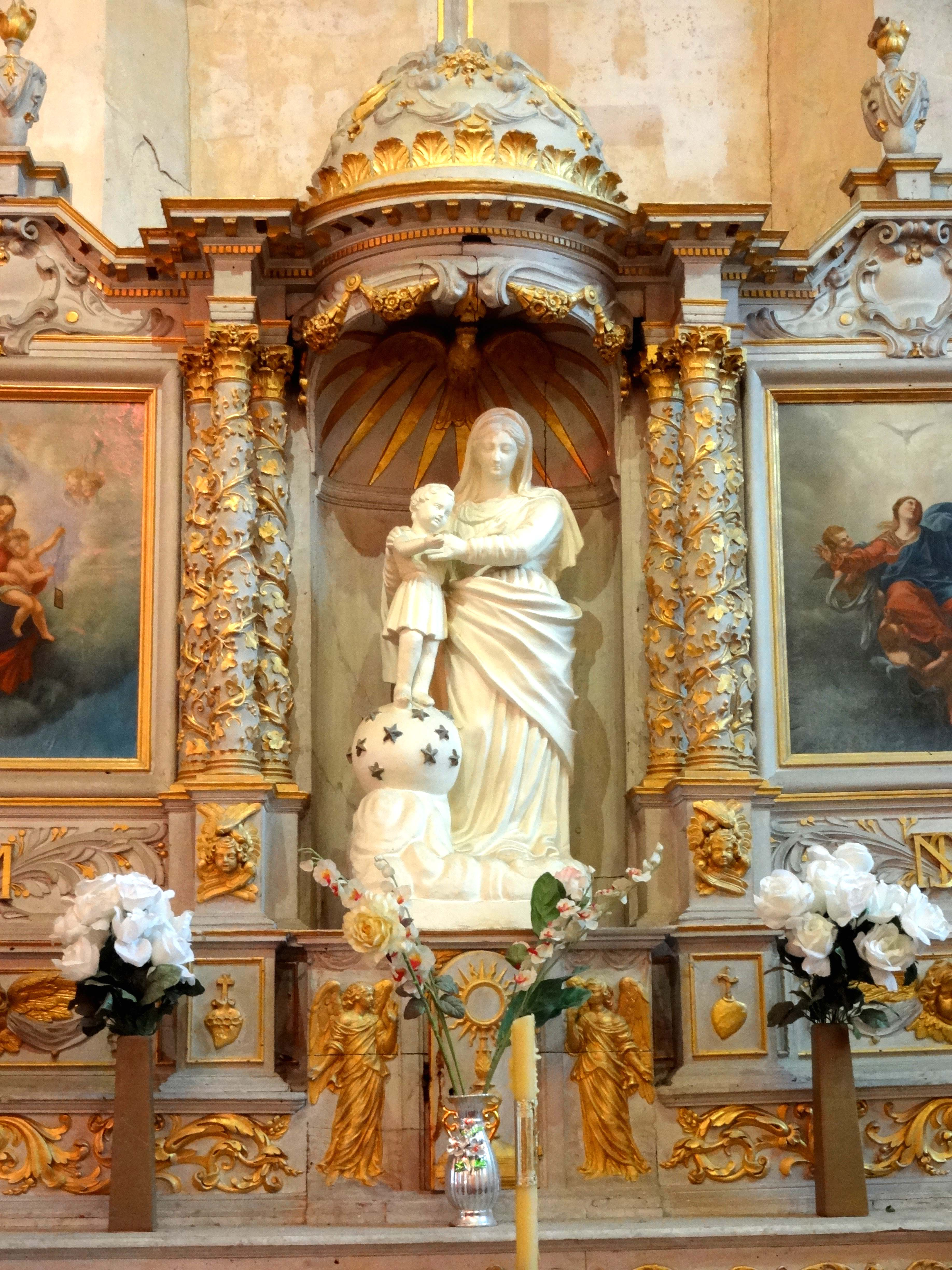
Tabernacle et corps central.
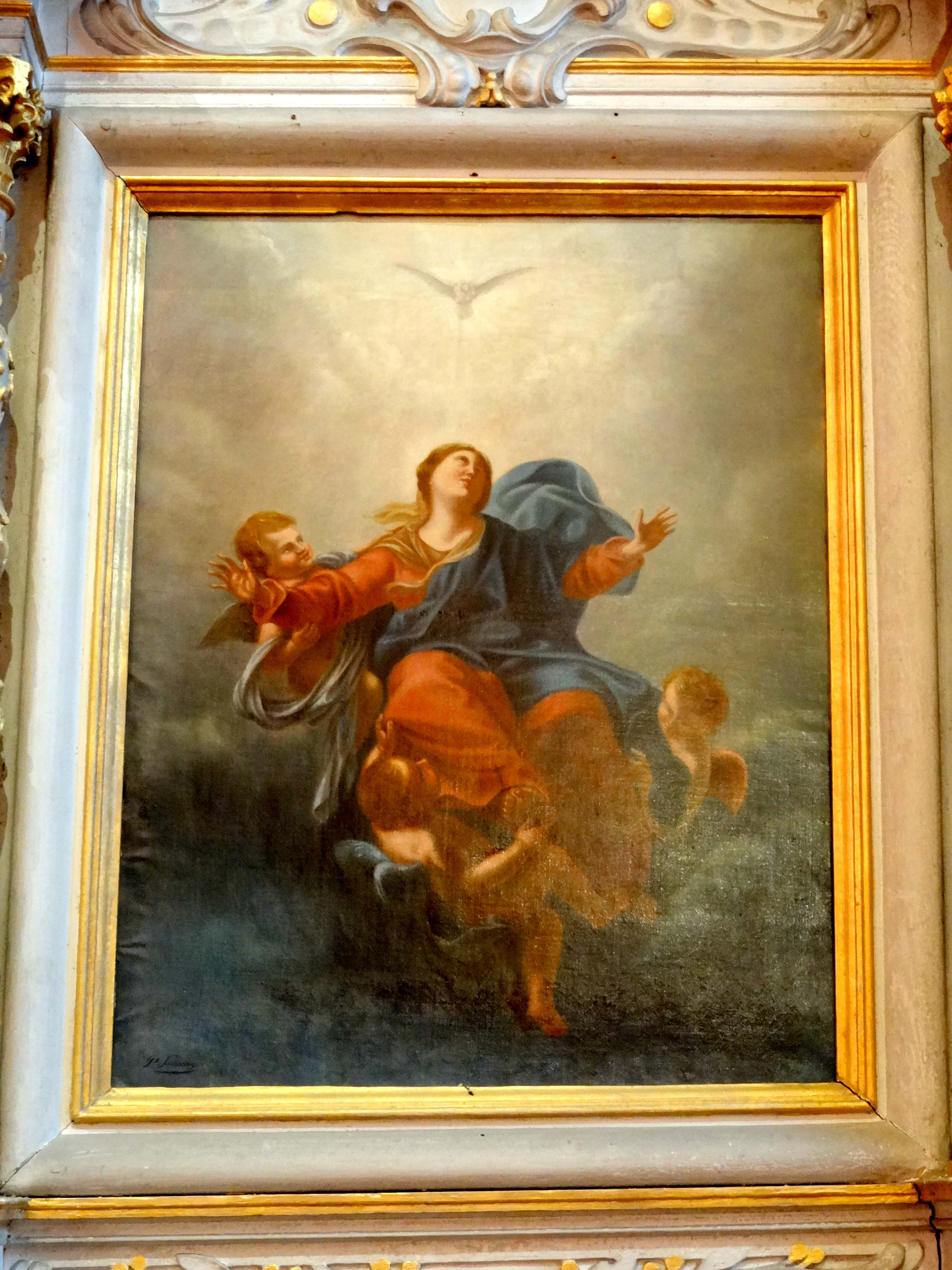
Tableau - l'Assomption de Marie.
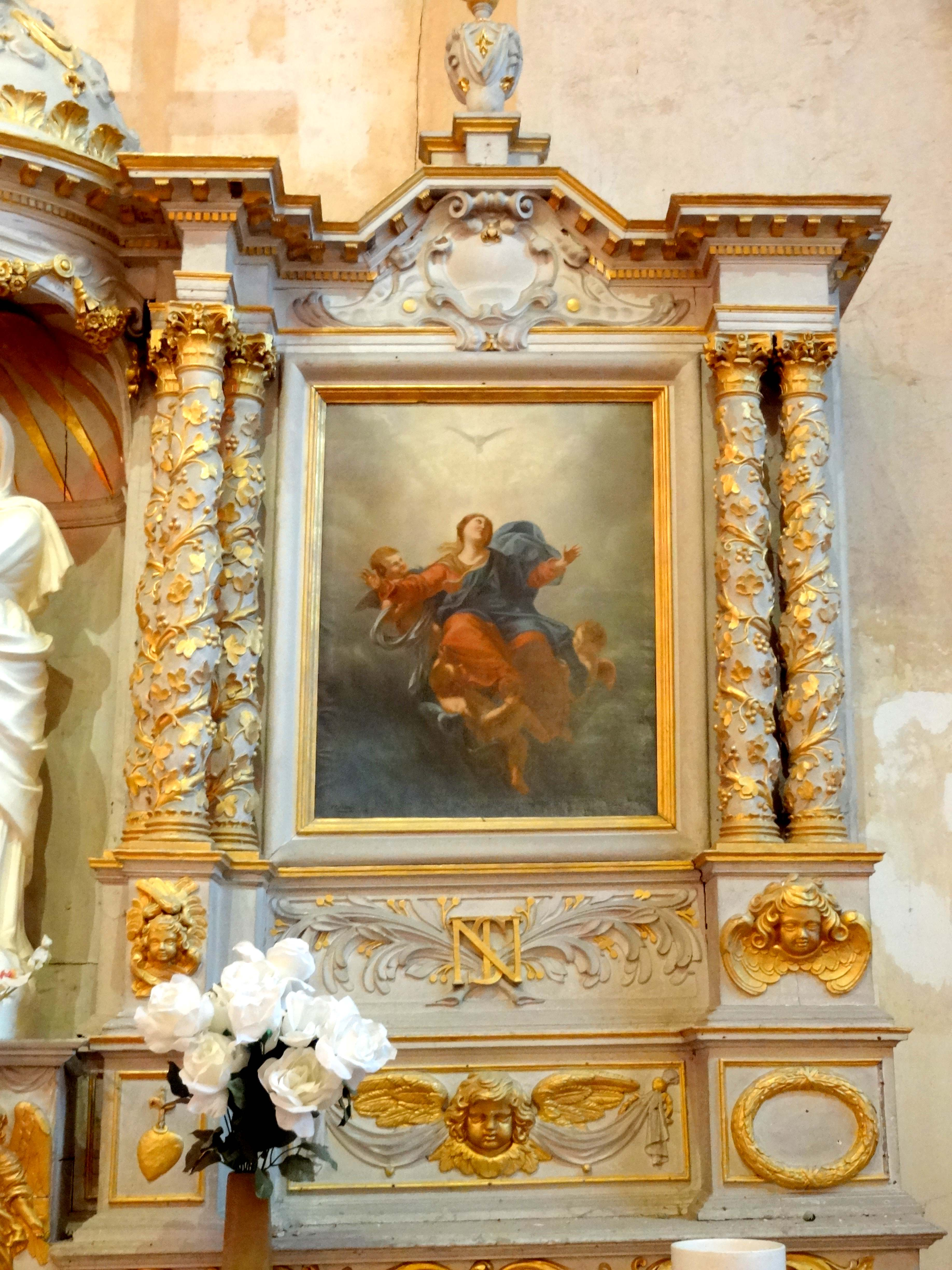
Aile de droite.